# سياتل
سياتل (بالإنجليزية: Seattle) هي مدينة ساحلية على الساحل الغربي للولايات المتحدة الأمريكية. سياتل هي مقر مقاطعة كينغ في ولاية واشنطن، وهي أكبر مدينة في ولاية واشنطن وفي إقليم الشمال الغربي الهادئ لأمريكا الشمالية أيضًا. وفقًا لبيانات تعداد السكان في الولايات المتحدة عام 2019، بلغ تعداد سكان المنطقة الحضرية الكبرى (المنطقة المتروبوليتية) في سياتل 3.98 مليون نسمة. وفق ذلك، تتبوأ سياتل المرتبة الـ15 من ناحية تعداد السكان ضمن الولايات المتحدة. في يوليو عام 2013، كانت سياتل المدينة الكبرى الأسرع نموًا في الولايات المتحدة، وحافظت على مرتبتها ضمن المدن الخمس الأولى في مايو عام 2015 بمعدل نمو سنوي بلغ 2.1%. في يوليو عام 2016، صُنفت سياتل المدينة الأمريكية الكبرى الأسرع نموًا، وبلغ معدل النمو السنوي حينها 3.1%.
تقع سياتل على البرزخ الفاصل بين لسان بيوجت ساوند (مدخل إلى المحيط الهادئ) وبحيرة واشنطن، وهي أكبر مدينة في أقصى شمال الولايات المتحدة، وتبعد نحو 160 كيلومتر (100 ميل) عن الحدود الكندية جنوبًا. تُعتبر سياتل بوابة كبرى للتجارة مع آسيا، وهي رابع أكبر ميناء في أمريكا من ناحية تداول الحاويات، وذلك في عام 2015.
استوطن سكان أمريكا الأصليون منطقة سياتل قبل ما لا يقل عن 4000 عام على استيطان الأوروبيين بشكل دائم في المنطقة. وصل آرثر آرمسترونغ ديني ومجموعته المؤلفة من مسافرين آخرين، عُرفوا لاحقًا باسم فريق ديني، إلى المنطقة من إلينوي عبر بورتلاند (ولاية أوريغون) على متن سكّونة إكزاكت Exact، ورسوا في حافة ألكي في 13 نوفمبر عام 1851. نُقلت المستوطنة إلى الشاطئ الشرقي لخليج إليوت وأُطلق عليها اسم «سياتل» عام 1852، تكريمًا للزعيم القبلي سيائل، زعيم قبائل شعبي الدواميش والسُكواميش. تحوي سياتل اليوم نسبة عالية من تعداد السكان الأصليين والأمريكيين الاسكندنافيين والآسيويين والأفارقة، بالإضافة إلى مجمتع الميم المزدهر الذي يُصنف في المرتبة السادسة من ناحية التعداد في الولايات المتحدة.
كان قطع الأشجار الصناعة الأولى والكبرى في سياتل، لكن بحلول القرن التاسع عشر، أصبحت المدينة مركزًا للتجارة وبناء السفن باعتبارها بوابة نحو ألاسكا التي كانت تشهد حمى ذهب كلوندايك حينها. يُعزى نمو سياتل بعد الحرب العالمية الثانية جزئيًا إلى كونها مركز شركة بوينغ المحلية، التي جعلت من سياتل مركزًا لصناعة الطائرات. تطورت منطقة سياتل لتصبح مركزًا تكنولوجيًا منذ ثمانينيات القرن الماضي وما بعد، تحديدًا بعدما تأسست شركات مثل مايكروسوفت في المنطقة: فـبيل غيتس، مؤسس مايكروسوفت، وُلد في سياتل. تأسست شركة أمازون للتجارة الالكترونية في سياتل عام 1994، وتتخذ شركة الخطوط الجوية الكبرى ألاسكا آيرلاينز من مدينة سيتاك، في ولاية واشنطن، مركزًا لها، فكانت تخدم المطار الدولي في سياتل، وهو مطار سياتل تاكوما الدولي. أدى تدفق البرمجيات الجديدة والتقانة الحيوية وشركات الإنترنت إلى إحياء اقتصادي في سياتل، ما إدى إلى ازدياد تعداد السكان بنحو 50 ألف نسمة بين عامي 1990 و2000.
لسياتل تاريخ موسيقي رائع جدير بالذكر. منذ عام 1918 وحتى عام 1951، تأسس نحو 24 نادي جاز ليلي على طول شارع جاكسون، من الحي الصيني/الدولي حاليًا وحتى المنطقة الوسطى. ساهم وسط الجاز الفني في نمو المسيرة المبكرة لفنانين مثل ري تشارلز وكوينسي جونز وإيرين أندرسون وآخرين. سياتل هي مسقط رأس موسيقي الروك جيمي هندريكس، وموطن فرق أخرى مثل نيرفانا وبيرل جام وساوندغاردن وأليس إن تشاينز وفو فايترز، وهي موطن حركة الغرنج، إحدى أنواع الروك البديل.

## تاريخ

### التأسيس
تشير الأحافير الأثرية إلى استيطان سكان أمريكا الأصليين منطقة سياتل قبل ما لا يقل عن 4000 عام. بحلول مجيء المستوطنين الأوروبيين الأوائل، استوطنت الشعوب الأصلية (أُطلق عليهم لاحقًا شعب دواميش) 17 قرية على الأقل في المناطق المحيطة بخليج إليوت.
كان جورج فانكوفر أول أوروبي يزور منطقة سياتل، وذلك في شهر مايو عام 1792 خلال بعثة فانكوفر الاستكشافية 1791–1795 التي كُلف بها من طرف البحرية الملكية البريطانية بهدف رسم خريطة لإقليم الشمال الغربي الهادئ. في عام 1851، وصل فريق ضخم من الرواد الأمريكيين، تحت قيادة لوثر كولينز، إلى مصب نهر دواميش، وزعموا ملكية المنطقة رسميًا في 14 سبتمبر عام 1851. بعد 13 يوم، قابل أعضاء من فريق كولينز 3 من كشافة فريق ديني أثناء عبور أعضاء فريق كولينز للوصول إلى المنطقة التي زعموا امتلاكها. استولى أعضاء من فريق ديني على الأرض الواقعة على حافة ألكي في 28 سبتمبر عام 1851. أبحر ما تبقى من فريق ديني انطلاقًا من بورتلاند، أوريغون، وصولًا إلى حافة ألكي التي رسوا فيها خلال عاصفة ممطرة في 13 نوفمبر 1851. بعد قضاء شتاء قاسٍ، تموضع معظم أفراد فريق ديني على طول خليج إليوت وزعموا، للمرة الثانية، امتلاك الأرض الواقعة في ساحة بيونير اليوم، وأطلقوا على تلك المستوطنة الجديدة اسم دوامبس.
بقي تشارلز تيري وجون لو في موقع رسوهم الأصلي، وأعادا تأسيس الأرض التي زعما امتلاكها سابقًا، وأطلقا عليها اسم «نيويورك»، لكنهما غيّرا الاسم ليصبح «نيويورك ألكي» في أبريل عام 1853، والاسم مشتق من كلمة بلغة الشينوك تعني تقريبًا «عما قريب» أو «في يوم ما». على مدار السنوات القليلة التالية، برز تنافس بين نيويورك ألكي ودوامبس حول الهيمنة على المنطقة، لكن مع مرور الوقت، هُجرت ألكي وانتقل سكانها عبر الخليج ليلتحقوا بباقي المستوطنين. كان ديفيد سوينسون «دوك» ماينارد، أحد مؤسسي دوامبس، المدافع الرئيس عن تسمية سياتل تيمنًا بالزعيم سيائل (سياتل بالاصطلاح اللغوي الإنجليزي)، زعيم قبائل الدواميش والسكواميش.
يعود ظهور الاسم «سياتل» على الأوراق الخاصة بتبعيّة واشنطن لتاريخ 23 مايو عام 1853، عندما اكتملت أول خريطة مساحية للقرية. في عام 1855، تأسست مستوطنات ريفية رمزية. في 14 يناير 1865، أقرت السلطة التشريعية في تبعية واشنطن ضم بلدة سياتل وتفويض مجلس أمناء لإدارة المدينة. أُنهي انضمام بلدة سياتل في 18 يناير عام 1867، وبقيت ضمن حدود مقاطعة كينغ حتى أواخر عام 1869، عندها رُفعت عريضة جديدة لضم المدينة، وجرت عملية الضم في 2 ديسمبر عام 1869 وأُديرت من طرف حكومة مجلس البلدية. يحمل ختم مدينة سياتل التاريخ «1869» وصورة شخص يشبه الزعيم سيائل على شكل صورة جانبية له.

### بلدة الأخشاب
مرّ على تاريخ سياتل دورات من الانتعاش والكساد، كالعديد من المدن الأخرى التي تنشأ قرب المناطق الغنية بالثروات الطبيعية والمعدنية. ازدهرت سياتل اقتصاديًا عدة مرات، ثم انحدرت بشدة، لكنها استغلت تلك الفترات إجمالًا لإصلاح وإعادة إنشاء بنية تحتية قوية.
جاء أول انتعاش بسبب صناعة الأخشاب، وشمل هذا الانتعاش السنوات الأولى من عمر المدينة. خلال تلك الفرة، حاز الطريق الذي يُعرف اليوم باسم طريق يزلر على لقب «الطريق المنزلق»، وسُمي بهذا الاسم تيمنًا بالأخشاب المتزحلقة والهابطة من التل إلى منشرة هنري يزلر. ربما كان الإهمال الذي أصاب المنطقة لاحقًا أصل مصطلح سكيد رو (المناطق المقفرة التي يعاني سكانها من الانحدار في المستوى المعيشي) الذي دخل في المعجم الأمريكي الأوسع. شهدت سياتل، كأغلب مناطق الغرب الأمريكي، عدة صراعات بين الطبقة العاملة والإدارات الرأسمالية، بالإضافة إلى التوترات الإثنية التي تُوّجت بأعمال الشغب المعادية للصينيين بين عامي 1885–1886. نشبت أعمال العنف من طرف البيض العاطلين عن العمل، الذين أصروا على طرد الصينيين من سياتل (وقعت أعمال شغب معادية للصينيين أيضًا في تاكوما). في عام 1900، شكّل الآسيويون ما نسبته 4.2% من تعداد السكان. أعلنت السلطات قانون الأحكام العسكرية ووصل الجيش الفيدرالي لوضع حد للاضطرابات.
نجحت سياتل في الاكتفاء الذاتي اقتصاديًا، فعندما دمّر حريق سياتل الكبير حي الأعمال المركزي عام 1889، نشأ مركز مدينة جديد وأكبر في مكان بعيد، وبرز بسرعة أيضًا. تأسست شركة التمويل واشنطن ميوتشوال، على سبيل المثال، بشكل فوري إثر الحرب. في المقابل، ضرب كساد ذعر العام 1893 مدينة سياتل بشدة.

### حمى الذهب والحرب العالمية الأولى والكساد الكبير

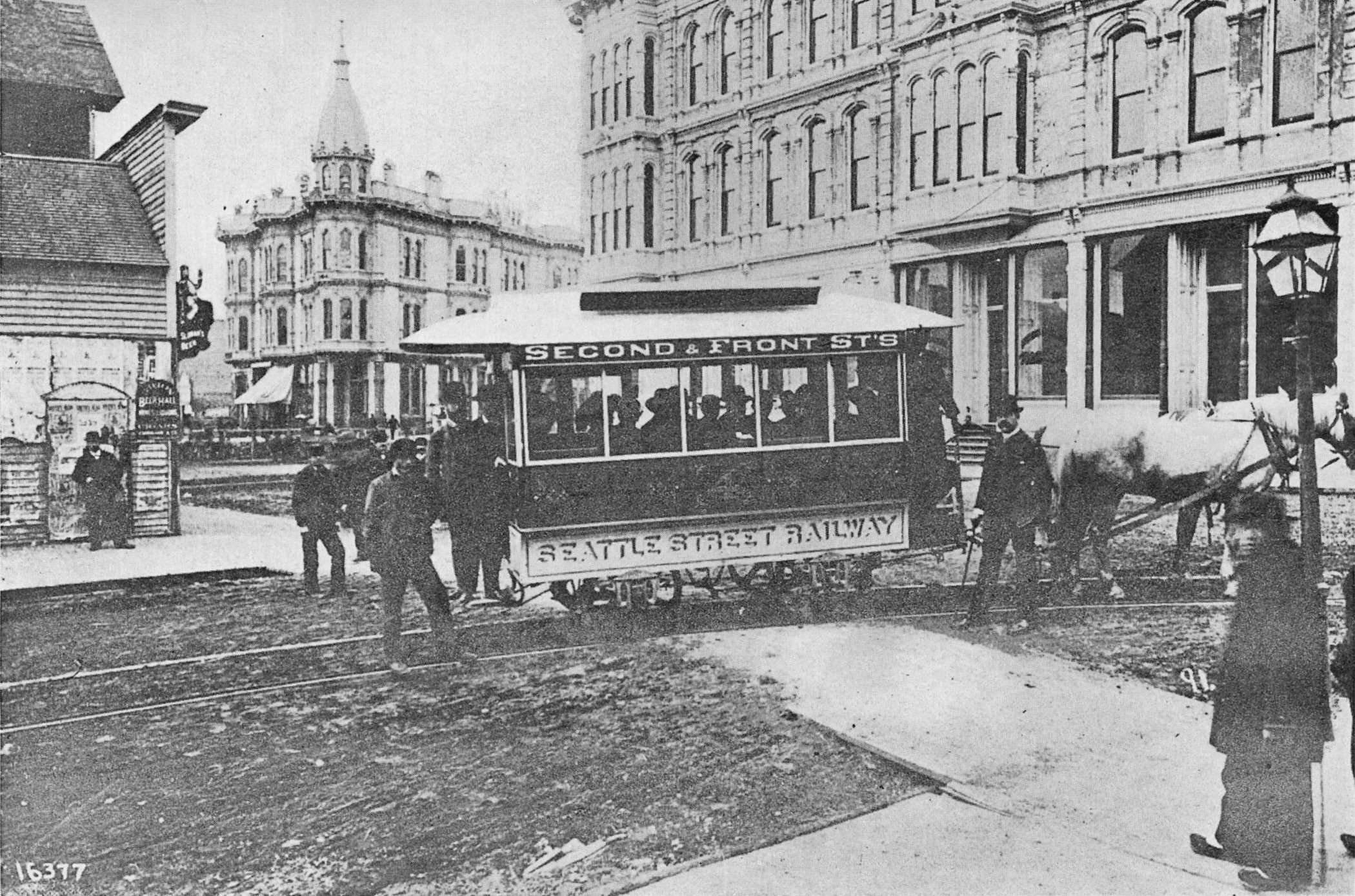
أول عربة ترام في سياتل، على زاوية الساحة الغربية وشارع يزلر، عام 1884. دُمرت كافة المباني الظاهرة في الصورة إثر حريق بعد 5 سنوات.

جاء الانتعاش الثاني والأكثر تأثيرًا جراء حمى ذهب كلوندايك التي أنهت الكساد الذي بدأ جراء ذعر العام 1893. خلال فترة قصيرة، أصبحت سياتل مركز مواصلات ونقل كبير. في 14 يوليو عام 1897، رست سفينة إس. إس. بورتلاند حاملة معها «طنًا من الذهب»، فأصبحت سياتل مركز مواصلات رئيس ونقطة إمداد لعمّال المناجم في ألاسكا ويوكون. استطاعت قلة من العمال تحقيق ثراء دائم. في المقابل، نمى قطاع أعمال إكساء العمال بالملابس وإطعامهم أسماك السلمون على المدى الطويل. بالإضافة إلى سياتل، تنافست مدن أخرى مثل إيفرت وتاكوما وبورت تاونسند وبريميرتون وأولمبيا، جميعها في منطقة بيوجت ساوند، على تبادل المعادن الثمينة بدلًا من استخراج عروق الذهب والفضة. استمر الانتعاش فترة طويلة حتى جزءٍ مبكر من القرن العشرين، ووفر هذا الانتعاش تمويلًا لشركات ومنتجات سياتل الجديدة. في عام 1907، اقترض جيمس إي. كيسي –البالغ من العمر حينها 19 عامًا– 100 دولار أمريكي من أحد أصدقائه، وأسس شركة المراسلات الأمريكية (يو بي إس لاحقًا). من الشركات الأخرى التي تأسست في سياتل خلال تلك الفترة شركة نوردستروم وشركة إدي باور محدودة المسؤولية. جلبت سياتل شركة الأخوة أولمستيد المختصة بهندسة المناظر الطبيعية (عمارة تنسيق المواقع) كي تصمم نظامًا من المتنزهات والشوارع العريضة في المدينة.
تُوّجت فترة حمى الذهب بإقامة معرض ألاسكا–يوكون–الهادئ العالمي، ولعب المعرض دورًا رئيسًا في تصميم مخطط الحرم الجامعي لجامعة واشنطن اليوم.

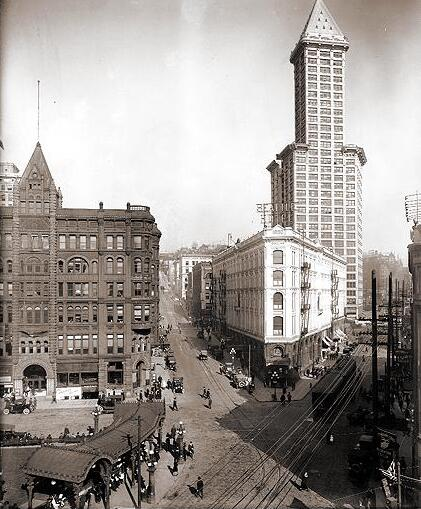
ساحة بيونير عام 1917، يظهر فيها برج سميث وفندق سياتل وعلى اليسار مبنى بيونير.

ازدهرت صناعة السفن في القسم الأول من القرن العشرين، وأصبحت صناعة ضخمة خلال الحرب العالمية الأولى، ما جعل سياتل أقرب إلى مدينة شركة. أدى تخفيض النفقات المالية اللاحق إلى إضراب عام في سياتل سنة 1919، وهو أول إضراب عام في البلاد. وضع فرجيل بوغ عام 1912 مخطط تنمية للمدينة، لكن المخطط لم يُستغل بشكل كبير. مرت سياتل بفترة ازدهار معتدل خلال عشرينيات القرن الماضي، لكن الكساد الكبير ضربها بشدة وبشكل خاص، فشهدت المدينة إحدى أقسى الاضطرابات العمالية في تلك الفترة. أثر العنف الناجم عن إضراب البحرية عام 1934 بشكل سلبي على حركة المرور البحري للمدينة وكلفها الكثير، خاصة بعدما أُعيد توجيه حركة المرور إلى مرفأ لوس أنجلوس.
أثر الكساد الكبير في سياتل على عدد من مجموعات الأقليات، إحدى تلك المجموعات هي أمريكيو آسيا والمحيط الهادئ، فكانوا عرضة للعنصرية وخسارة الممتلكات، وفشلوا في تقديم طلبات البطالة بسبب عدم امتلاكهم جنسية أمريكية.
كانت سياتل إحدى المدن الكبرى التي استفادت من برامج مثل إدارة سير الأعمال وسلك الخدمات المدنية وإدارة الأشغال العامة. بنى العمال، وأغلبهم رجال، الطرق والمتنزهات والسدود والمدارس والسكك الحديدية والجسور والموانئ، وبنوا أيضًا المواقع والمباني المخصصة لحفظ السجلات التاريخية والأرشيفية. لكن سياتل واجهت موجة بطالة ضخمة، بالإضافة إلى فقدانها عددًا من منشآت الأخشاب والبناء الصناعية تزامنًا مع بروز لوس أنجلوس بصفتها مدينة أكبر على الساحل الغربي. امتلكت سياتل عقود بناء نافست تلك الموجودة في نيويورك وشيكاغو، لكنها فشلت في منافسة لوس أنجلوس أيضًا. تلاشت الأراضي الزراعية في شرق سياتل جراء ازدهارها في ولاية أوريغون ووسط غرب الولايات المتحدة، ما أجبر الناس على العيش في المدينة.
برزت بلدات الصفيح الشهيرة، والتي أُطلق عليها اسم هوفرفيل (نسبة إلى الرئيس الأمريكي هربرت هوفر)، خلال فترة الكساد، ما أدى إلى تزايد تعداد السكان المشردين في سياتل. تموضعت البلدة خارج سياتل، واحتوت آلاف الرجال، لكن عدد الأطفال كان قليلًا جداً، ولم تحو أي نساء. تزامنًا مع بروز مشاريع أعمال قرب مدينة سياتل، نمت هوفرفيل وتوطدت إدارة سير الأعمال في المدينة.
برزت حركة نسائية في سياتل خلال فترة الكساد. ألهم كتاب الأمر يعود للنساء لإليانور روزفلت النساء ودفعهن إلى المطالبة بالاعتراف بهن، ليس كربات منزل فقط، بل باعتبارهن العمود الفقري للعائلة. باستخدام الصحف اليومية والمجلات مثل المرأة العاملة والمرأة اليوم، طالبت النساء بالنظر إلى وضعهن على قدم المساواة مع الرجال والحصول على شيء من الاعتراف بعملهن.
تأثرت جامعة واشنطن في سياتل بشدة خلال فترة الكساد. تزامنًا مع فقدان المدارس في ولاية واشنطن الدعم المادي والحضور الطلابي، ازدهرت جامعة واشنطن في الحقيقة خلال هذه المدة. على الرغم من تأثر مدارس سياتل العامة بالمشرف العام في واشنطن، وهو ورث مكلور، كافحت تلك المدارس من أجل دفع أجور المعلمين والحفاظ على مستوى الحضور والدوام. على الرغم من التحديات الأكاديمية التي عصفت بجامعة واشنطن جراء اختلاف الآراء حول طرق التدريس والتعلّم، ركّزت الجامعة على ارتفاع مستوى الطلاب الملتحقين بالجامعة بدلًا من تحسين المدرسة الموجودة أساسًا.
كانت سياتل أيضًا مركز متعهد الحفلات ألكسندر بانتيجيز، وبدءًا من عام 1902، افتتح بانتيجيز عددًا من المسارح في المدينة، والتي عرضت أعمال الفودفيل والأفلام الصامتة. توسعت أنشطة بانتيجيز بعد فترة وجيزة، فأصبح هذا اليوناني الحريص على اقتصاد المال واحدًا من أعظم أقطاب المسارح والأفلام. جراء المنافسة التي نشأت بين بانتيجيز وخصمه جون كونسيدين، أصبحت سياتل –لفترة لا بأس بها– قبلة الفودفيل في غرب الولايات المتحدة. بنى بنجامين ماركوس بريتيكا، وهو مهندس معماري اسكتلندي المولد مقيمٌ في سياتل، عددًا من المسارح لصالح بانتيجيز، من بينها بعض المسارح في سياتل. هُدمت معظم المسارح التي بناها لصالح بانتيجيز في سياتل أو جرى تحويلها لاستخدامات أخرى، لكن العديد من مسارحه الأخرى بقيت موجودة في مدن أخرى ضمن الولايات المتحدة، واحتفظ معظمها بالاسم بانتيجيز. في المقابل، إن مسرح باراماونت القائم في سياتل، والذي تعاون بيتريكا على تأسيسه، ليس واحدًا من مسارح بانتيجيز.

### سنوات ما بعد الحرب: الطائرات والبرمجيات

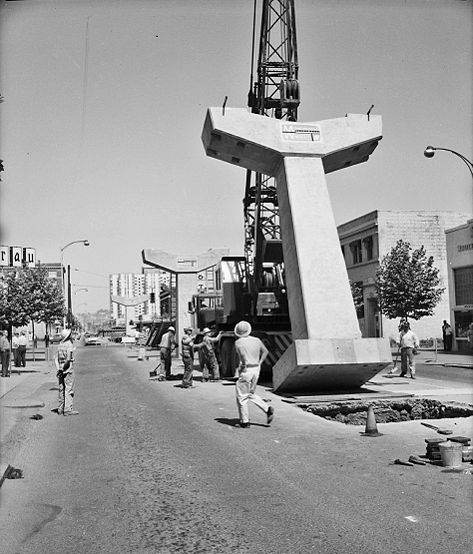
بناء السكة الأحادية لمركز سياتل عام 1961 (منظر من الشمال العلوي للجادة الخامسة من شارع فرجينيا)

جلبت أشغال الحرب رخاءً اقتصاديًا محليًا لسياتل مرة أخرى خلال فترة الحرب العالمية الثانية، وتركزت الصناعة هذه المرة على طائرات بوينغ. أدت الحرب إلى تشتيت العديد من رجال الأعمال الأمريكيين من أصل ياباني في المدينة جراء اعتقال الأمريكيين اليابانيين وإعادة توطينهم قسريًا. انحدر الاقتصاد المحلي عقب الحرب، لكنه نهض مجددًا تزامنًا مع تنامي هيمنة بوينغ على سوق طائرات الرحلات الجوية التجارية. احتفلت سياتل باستعادة رخائها الاقتصادي عن طريق سعيها لكسب الاعتراف العالمي من خلال معرض القرن الحادي والعشرين، وهو معرض عالمي أُقيم عام 1962، وهو المعرض الذي شُيّد لأجله مبنى الإبرة الفضائية الشهير، رمز مدينة سياتل حاليًا. شهدت سياتل نكسة اقتصادية محلية كبرى في أواخر ستينيات القرن الماضي وأوائل السبعينيات، وهي الفترة التي تأثرت فيها شركة بوينغ بشدة جراء أزمة النفط وأزمة الطاقة وخسارة العقود الحكومية والتكاليف وحالات التأخير المتعلقة بطائرة بوينغ 747. غادر العديد من الناس المنطقة بحثًا عن عمل في أماكن أخرى، لدرجة أن اثنتين من وكالات العقارات المحلية وضعت لوحة إعلان كُتب فيها «هل بإمكان الشخص الأخير الذي سيغادر سياتل أن يُطفئ الأنوار».
ظلّت سياتل المقر الرئيس لشركة بوينغ حتى عام 2001، عندها فصلت الشركة مقرها الرئيس عن باقي منشآت الإنتاج الكبرى، وانتقل المقر الرئيس إلى شيكاغو. لا تزال منطقة سياتل مقر مصنع بوينغ رينتون (وهو المصنع المسؤول عن تجميع وتركيب طائرات بوينغ 707 و720 و727 و757 سابقًا، وتُجمع فيه قطع طائرة 737 اليوم) ومصنع بوينغ إفريت (مصنع لتركيب أجزاء طائرات بوينغ 747 و767 و777 و787). بقي مقرّ الاتحاد الائتماني لموظفي شركة بوينغ في منطقة سياتل، على الرغم من أنه مفتوحٌ اليوم لكافة سكان ولاية واشنطن.
في 20 مارس 1970، قُتل 28 شخصًا جراء احتراق فندق أوزارك على يد مفتعل حرائق مجهول.
تزامنًا مع بدء عودة الرخاء الاقتصادي لسياتل في ثمانينيات القرن الماضي، صُعقت المدينة إثر مذبحة وا مي عام 1983، وهي المذبحة التي قُتل فيها 13 شخصًا في نادي مقامرة غير قانوني ضمن الحي الصيني/الدولي في سياتل. تزامنًا مع انتقال شركة مايكروسوفت من ألباكركي في ولاية نيومكسيكو إلى مدينة بالفيو القريبة من سياتل في ولاية واشنطن، أصبحت سياتل وضواحيها مركزًا لعدد من الشركات التقنية مثل أمازون وإف5 نيتووركس وريل نيتووركس ونينتيندو الأمريكية وشركة مكاو الخلوية (جزء من شركة إيه تي آند تي موبيليتي اليوم) وفويس ستريم (تي–موبايل اليوم) وشركات الطب الحيوي مثل هارت ستريم (اشترتها فيليبس لاحقًا) وهارت تيكنولوجيز (اشترتها بوسطن ساينتيفيك لاحقًا) وفيزيو–كونترول (اشترتها ميدترونيك لاحقًا) وزايموجينيتكس وICOS (اشترتها إيلي ليلي وشركاؤه لاحقًا) وإميونيكس (اشترتها أمجن Amgen لاحقًا). جلب هذا النجاح تدفق سكان جدد وأدى إلى تزايد تعداد السكان ضمن حدود المدينة، فبلغت الزيادة نحو 50 ألف شخص بين عامي 1990 و2000، وهذا ما جعل قطاع العقارات في سياتل واحدًا من أغلى القطاعات في البلاد. في عام 1993، جلب فيلم الساهر في سياتل مزيدًا من الاعتراف الدولي للمدينة، وكذلك المسلسل التلفزيوني الكوميدي فرايجر. سببت فقاعة الإنترنت (فقاعة الدوت–كوم) جنونًا ضخمًا لشركات التكنولوجيا في سياتل، لكن الفقاعة انتهت في أوائل العام 2001.
جذبت سياتل في هذه الفترة اهتمامًا واسع النطاق باعتبارها موطن تلك الشركات العديدة، بالإضافة إلى استضافتها دورة ألعاب غودويل عام 1990 ومؤتمر قادة منتدى التعاون الاقتصادي لدول آسيا والمحيط الهادئ عام 1993، بالإضافة إلى الشهرة العالمية التي حققتها موسيقى الغرنج، وهي أحد أفرع الروك البديل التي نشأت في الوسط الموسيقي المستقل ضمن سياتل. كسبت سياتل اهتمامًا عالميًا آخرًا عبر استضافة المؤتمر الوزاري لمنظمة التجارة العالمية عام 1999، فمنح سياتل مكانة واضحة في العالم، لكن ليس بالطريقة التي رغب رعاة الحدث بها، وذلك بسبب المظاهرات المتعلقة بالمؤتمر والرد الذي مارسته الشرطة ضد هذه المظاهرات، فطغت تلك الأحداث على المؤتمر بحد ذاته. تعرضت سياتل لهزة أخرى جراء أعمال الشغب التي رافقت كرنفال ماردي جرا عام 2001، وفي اليوم التالي، تعرّضت المدينة لهزة حقيقية سببها زلزال نيسكوالي عام 2001.
برز انتعاش آخر عندما خرجت سياتل من الركود الاقتصادي عام 2008 الذي بدأ عندما نقلت شركة أمازون مقرها الرئيس من شمال بيكون هيل إلى حي ساوث ليك يونيون. أدى نقل المقر إلى بدء انتعاش تاريخي في مجال الإعمار، انتهى باستكمال بناء نحو 10 آلاف شقة في سياتل عام 2017، وهذا الرقم أكبر من عدد الشقق المنجزة في العام الماضي، ويعادل ضعف عدد الشقق المنجزة التي بُنيت عام 2016. بدءًا من عام 2010، وعلى مدار السنوات الخمس التالية، كسبت سياتل زيادة سكانية بمعدل 14.511 نسمة في العام الواحد، تزامن هذا النمو مع توّجه السكان للعيش في مركز المدينة، ومع انخفاض نسبة البطالة من 9 بالمئة إلى 3.6 بالمئة. شهدت المدينة «ازدحامًأ سكانيًا»، فأنفق ما يزيد عن 45 ألف عائلة أكثر من نصف مدخولها على الإسكان، بينما وُجد في سياتل ما لا يقل عن 2800 مشرد، فتربعت المدينة على المركز السادس من ناحية أسوأ الازدحامات في ساعة الذروة ضمن الولايات المتحدة الأمريكية.

## جغرافيا

### التضاريس الطبيعية (طوبوغرافيا)

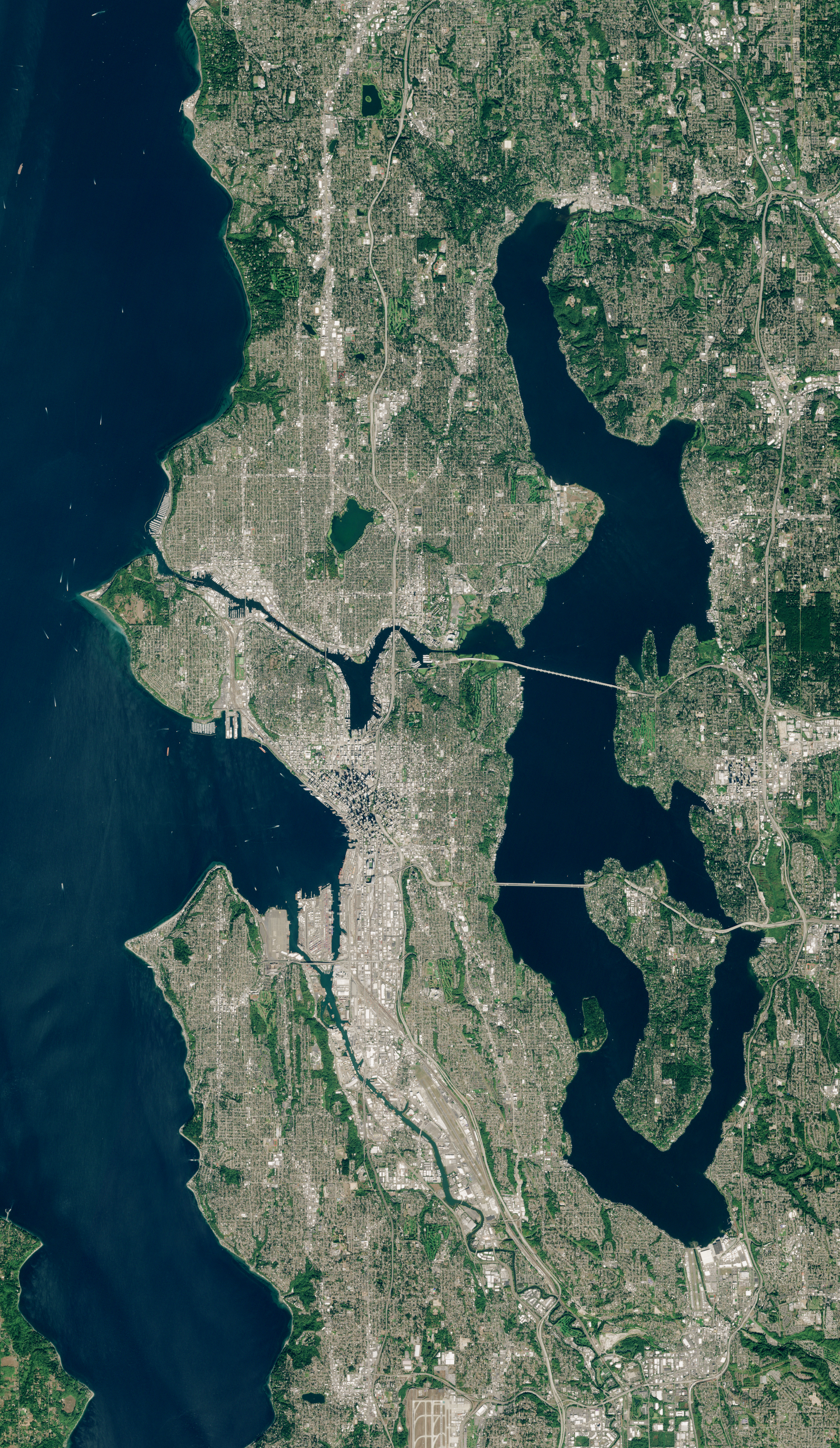
صورة لسياتل من الأقمار الصناعية

تقع سياتل بين لسان بيوجت ساوند المالح في الغرب (مدخل إلى المحيط الهادئ) وبحيرة واشنطن في الشرق. يُعتبر مرفأ المدينة الرئيس، وهو خليج إليوت، جزءًا من بيوجت ساوند، ما يجعل المدينة ميناءً يطل على المحيط الهادئ. إلى الغرب، ووراء بيوجت ساوند، هناك شبه جزيرة كيتساب والجبال الأولمبية على شبه الجزيرة الأولمبية. إلى الشرق، ووراء بحيرة واشنطن وضواحي الجانب الشرقي، هناك بحيرة ساماميش وجبال كاسكيد. تتدفق مياه بحيرة واشنطن لتصل إلى بيوجت ساوند عبر قناة بحيرة واشنطن الملاحية (تتألف من قناتين اصطناعيتين وبحيرة يونيون وهويس بالارد في خليج سالمون، وتنتهي في خليج شيلشول على لسان بيوجت ساوند).
كان البحر والأنهار والغابات والبحيرات والحقول المحيطة بسياتل مناطق خصبة في السابق، وأعالت تلك الموارد إحدى المجتمعات القليلة في العالم والتي ركّزت على الصيد وجمع الثمار. المنطقة المحيطة بسياتل ملائمة للإبحار والتزلج وركوب الدراجات والتخييم والسير على الأقدام على مدار السنة.
تمتاز المدينة بكثرة هضابها، لكن تلك الهضاب ليست متجانسة. يُقال أن المدينة تتمركز على سبع تلال، أي مثل مدينة روما، وتتنوع قائمة تلك الهضاب لكنها تشمل عادة كابيتول هيل وفيرست هيل وويست سياتل وبيكون هيل وكوين آن ومانوليا وديني هيل سابقًا. تتموضع عدة أحياء على تلك التلال أيضًا، مثل أحياء والينغفورد وديلريدج وماونت بيكر وسيوارد بارك وبرودمور ومادرونا وفيني ريدج وسانسيت هيل وبلو ريدج وبرودفيو ولورلهرست وهوثورن هيلز وميبل ليف وكراون هيل. توجد العديد من المناطق المرتفعة قرب مركز المدينة، حيث تؤلف تلال كابيتول هيل وفيرست هيل وبيكون هيل بالمجمل ما يشبه النتوء الجبلي والبرزخ الفاصل بين خليج إليوت وبحيرة واشنطن. الصدع الموجود في النتوء الجبلي بين هضبتي فيرست هيل وبيكون هيل من صنع الإنسان، وهو ناجم عن مشروعَي إعادة إدراج أعادا تشكيل طوبوغرافيا مركز المدينة. تغيرت طوبوغرافيا مركز المدينة أيضًا عند تشييد الأسوار البحرية وجزيرة الميناء الاصطناعية (انتهى البناء عام 1909) في مصب مجرى دواميش الاصطناعي، وهو ما يشكل المحطة النهائية من نهر غرين في ولاية واشنطن. يُعتبر حي هاي بوينت في غرب سياتل أعلى نقطة داخل حدود المدينة، ويقع الحي قرب الجادة 35 في حي الجنوب الغربي (ساوث ويست) وشارع ميرتل في الحي ذاته. من التلال الأخرى المشهورة تلال أحياء كراون هيل وميبل ليف وفيني ريدج وماونت بيكر ريدج والتل الواقع بين هايلاندز وكاركيك وبيترليك، والتل الواقع بين فيو ريدج وويدجوود وبراينت.
في شمال مركز المدينة، تصل قناة ليك واشنطن الملاحية لسان بيوجت ساوند ببحيرة واشنطن. تتضم القناة 4 مسطحات مائية، وهي بحيرة يونيون وخليج سالمون وخليج بورتيج وخليج يونيون.
تُعتبر سياتل منطقة زلازل رئيسة جراء وقوعها على منطقة الحزام الناري الهادئ. في 28 فبراير 2001، أحدث زلزال نيسكوالي بقوة 6.8 على مقياس ريختر ضررًا معماريًا ملحوظًا في المدينة، تحديدًا في منطقة ساحة بيونير (وهي الساحة التي بُنيت على أراضٍ بحرية مستصلحة، وكذلك العديد من الأحياء الصناعية وجزء من مركز المدينة)، لكن الزلزال تسبب بمقتل شخص واحد فقط. حصلت زلازال أخرى في 26 يناير عام 1700 (بمقياس 9 ريختر) وفي 14 ديسمبر عام 1872 (بمقياس 7.3 أو 7.4 ريختر) وفي 13 أبريل عام 1949 (بمقياس 7.1 ريختر) وفي 29 أبريل عام 1965 (بمقياس 6.5 ريختر). أدى زلزال عام 1965 إلى مقتل 3 أشخاص في سياتل مباشرة، ووفاة شخص رابع جراء إصابته بقصور قلبي. على الرغم من أن صدع سياتل يمر بجنوب مركز المدينة، لم يؤدِ الصدع ولا منطقة انغراز كاسكاديا (صدع كاسكاديا) إلى نشوء هزات أرضية منذ تأسيسي المدينة. تُشكّل منطقة انغزار كاسكاديا تهديدًا لاحتمال تسببها بزلزال قوته 9.0 ريختر أو أقوى، ما قد يسبب ضررًا حقيقًا للمدينة وانهيار الكثير من المباني، تحديدًا في المناطق التي بُنيت على أراضٍ بحرية مستصلحة.
وفقًا لمكتب تعداد الولايات المتحدة، تمتد المدينة على مساحة قدرها 369 كيلومتر مربع (142.5 ميل مربع)، تُشكل الأرض ما مساحته 217 كيلومتر مربع (83.9 ميل مربع) من المساحة الأصلية، بينما تشكل المياه ما مساحته 152 كيلومتر مربع (58.7 ميل مربع) من مساحة المدينة، أو ما يعادل 41.16% من المنطقة بأكملها.

### المناخ
تتمتع سياتل بمناخ معتدل، وتُصنّف المدينة ضمن منطقة المناخ المتوسطي وفق تصنيف المناخ الرئيسي (تصنيف كوبن للمناخ)، لكن بعض المصادر الأخرى تصنف سياتل ضمن منطقة المناخ المحيطي. تتمتع سياتل بشتاء لطيف ورطب وصيف معتدل وجاف نسبيًا، فهي تشمل خصائص كل من المناخين المتوسطي والمحيطي. يصنف المناخ أحيانًا باعتباره «متوسطيًا معدلًا» لأن برودة ورطوبة المدينة أكبر مما هي عليه من المناخ المتوسطي الاعتيادي، لكنها تشترك مع المناخ المتوسطي بمزايا الصيف الجاف (والذي يؤثر بشدة على الحياة النباتية في المنطقة).
تصبح درجات الحرارة القصوى والدنيا أكثر اعتدالًا جراء محاذاة سياتل للسان بيوجت ساوند والمحيط الهادئ وبحيرة واشنطن. بالتالي من النادر أن تضرب موجات الحر الشديدة منطقة سياتل، والأمر ينطبق على درجات الحرارة الباردة جدًا (أي التي تقل عن 9 درجات مئوية تحت الصفر أو 15 درجة فهرنهايت). تُعتبر منطقة سياتل المنطقة الأكثر غيومًا في الولايات المتحدة، ويعود ذلك جزئيًا إلى العواصف المتكررة والمنخفضات القادمة من المحيط الهادئ المجاور. تتمتع سياتل بـ«أيام ممطرة» أكثر من باقي المدن الأمريكية الكبرى بفارق كبير، وتُشتهر المدينة بالأمطار المتكررة التي تتساقط عليها. يبلغ المعدل السنوي للهطولات المطرية 0.25 ملم (0.01 إنش) على مدار 150 يوم، وهو أكبر من المعدل السنوي لكافة المدن الأمريكية شرق جبال الروكي. لكن بما أن الأمطار في سياتل غالبًا ما تكون على شكل رذاذ خفيف يتساقط من السماء على مدار عدة أيام، تشهد المدينة هطولًا مطريًا أقل بشكل ملحوظ من المعدل الإجمالي للهطول المطري في باقي مدن الولايات المتحدة، تحديدًا مدن نيويورك وميامي وهيوسطن. تصبح سياتل غائمة لمدة 201 يوم في السنة، وتكون غائمة جزئيًا لمدة 93 يوم.

### الخصائص السكانية
| تعداد السكان تاريخيًا |              |                      |
| سنة الإحصاء          | تعداد السكان | الزيادة أو النقصان % |
| 1860                 | 188          | _                    |
| 1870                 | 1,107        | 488.8%               |
| 1880                 | 3,533        | 219.2%               |
| 1890                 | 42,837       | 1,112.5%             |
| 1900                 | 80,671       | 88.3%                |
| 1910                 | 237,194      | 194.0%               |
| 1920                 | 315,312      | 32.9%                |
| 1930                 | 365,583      | 15.9%                |
| 1940                 | 368,302      | 0.7%                 |
| 1950                 | 467,591      | 27.0%                |
| 1960                 | 557,087      | 19.1%                |
| 1970                 | 530,831      | -4.7%                |
| 1980                 | 493,846      | -7.0%                |
| 1990                 | 516,259      | 4.5%                 |
| 2000                 | 563,374      | 9.1%                 |
| 2010                 | 608,660      | 8.0%                 |
| 2019 (تقديريًا)       | 753,675      | 23.8%                |
| إحصاء كل عشر سنوات   |              |                      |

وفقًا لبرنامج دراسة المجتمع الأمريكي ACS، تتألف التركيبة العرقية للمدينة من البيض غير الهسبانيين بنسبة 65.7% والآسيويين بنسبة 14.1% والأمريكيين الأفارقة أو السود بنسبة 7.0% والهسبانيين أو اللاتينيين من كافة الأعراق بنسبة 6.6%، والأمريكيين الأصليين بنسبة 0.4% وسكان جزر المحيط الهادئ بنسبة 0.9% وأعراق أخرى بنسبة 0.2%، ويشكّل الأمريكيون متعددو الأعراق ما نسبته 5.6%.
| التركيبة العرقية                           | 2010  | 1990      | 1970      | 1940      |
| البيض                                      | 69.5% | 75.3%     | 87.4%     | 96.1%     |
| –غير هسبانيين                              | 66.3% | 73.7%     | 85.3%     | غير متوفر |
| الأمريكيون الأفارقة أو السود               | 7.9%  | 10.1%     | 7.1%      | 1.0%      |
| الهسبانيون أو اللاتينيون (من كافة الأعراق) | 6.6%  | 3.6%      | 2.0%      | غير متوفر |
| الآسيويون                                  | 13.8% | 11.8%     | 4.2%      | 2.8%      |
| أعراق أخرى                                 | 2.4%  | غير متوفر | غير متوفر | غير متوفر |
| أمريكيون متعددو الأعراق                    | 5.1%  | غير متوفر | غير متوفر | غير متوفر |

شكّل البيض بالدرجة الأولى تعداد سكان سياتل تاريخيًا. أظهر إحصاء عام 2010 أن سياتل كانت من مدن البيض الكبرى في البلاد، على الرغم من أن نسبة السكان البيض بدأت تتناقص تدريجيًا. في عام 1960، شكّل البيض ما نسبته 91.6% من تعداد سكان المدينة، بينما شكّلوا عام 2010 ما نسبته 69.5% من تعداد السكان. وفقًا لبرنامج دراسة المجتمع الأمريكي بين عامي 2006–2008، تحدّث نحو 78.9% من السكان فوق سنّ الـ5 اللغة الإنجليزية فقط في منازلهم. شكّل المتحدثون باللغات الآسيوية –إلى جانب اللغات الهندو أوروبية– نحو 10.2% من تعداد السكان، بينما تحدث ما نسبته 4.5% من السكان اللغة الإسبانية، وشكل المتحدثون باللغات الهندو أوروبية الأخرى نسبة 3.9%. أما اللغات الأخرى، فوصلت نسبة الناطقين بها إلى 2.5%.
تزايد تعداد سكان سياتل المولودين في دول أجنبية بنسبة 40% بين إحصائي العامين 1990 و2000. تعود أصول السكان الصينيين في منطقة سياتل إلى بر الصين الرئيس وهونغ كونغ وجنوب شرق آسيا وتايوان. قدم أغلب الصينيين الذين وصلوا إلى الولايات المتحدة في أواخر القرن التاسع عشر وأوائل القرن العشرين من مقاطعة غوانغدونغ. أصبحت منطقة سياتل موطن إحدى أكبر المجتمعات الكومبودية في الولايات المتحدة، فبلغ عدد الأمريكيين الكومبوديين نحو 19 ألف فرد. تعد سياتل أيضًا موطن أكبر المجتمعات الساموية في البر الرئيس للولايات المتحدة، حيث يملك أكثر من 15 ألف فردٍ نسبًا سامويًا. بالإضافة لذلك، تحوي منطقة سياتل أعلى نسبة من السكان الذين يعتبرون أنفسهم متعددي العرقية مقارنة بأي مدينة عاصمية كبرى في الولايات المتحدة، وذلك وفقًا لتعداد السكان عام 2000 على يد مكتب تعداد الولايات المتحدة. وفقًا لدراسة من عام 2012 أجرتها موسوعة هيستوري لينك الرقمية، كان الرمز البريدي 98118 (أي منطقة حي كولومبيا سيتي) يحوي أكثر تنوعٍ عرقي في المناطق المبوبة وفق الترميز البريدي في الولايات المتحدة.
وفقًا لدراسة أجراها مركز بيو للأبحاث عام 2014، فالمسيحيون هم أكبر مجموعة دينية بنسبة 52% من السكان، تليها مجموعة اللادينيين (37%) والهندوس (2%) والبوذيين (2%) واليهود (1%) والمسلمين (1%) بالإضافة إلى تشكيلة متنوعة من الديانات الأخرى ذات الأتباع الأقل عددًا. وفقًا للدراسة نفسها التي أجراها مركز بيو للأبحاث، ينتمي 34% من سكان سياتل إلى الكنيسة البروتستانتية، وينتمي 15% إلى الكنيسة الكاثوليكية، بينما يدعي 6% من سكان سياتل أنهم لاأدريون، ويدعي 10% من السكان أنهم ملحدون.
ووفقًا للبرنامج السنوي الخاص بدراسة المجتمع الأمريكي، كان متوسط دخل الأسرة التي تعيش في منزل واحد في سياتل عام 2018 يعادل 93,481 دولار، وكان متوسط دخل العائلة 130,656 دولار. كان 11% من السكان و6.6% من العائلات تحت خط الفقر. من بين الفقراء، كان ما نسبته 11.4% تحت سن الـ18، وبلغت نسبة الفقراء البالغين من العمر 65 عامًا فأكثر 10.9%.
يُقدر تعداد المشردين في مقاطعة كينغ بنحو 8 آلاف شخص في أي ليلة، ويعيش العديد من هؤلاء في سياتل. في شهر سبتمبر من عام 2005، اعتمدت مقاطعة كينغ «خطة على مدار عشر سنوات لإنهاء ظاهرة التشرد»، من بين النتائج قصيرة الأمد هي التحوّل من تمويل وتوفير أسرة في ملاجئ المشردين إلى توفير سكن دائم لهم.
في الأعوام القليلة الماضية، شهدت المدينة نموًا سكانيًا ثابتًا، وواجهت مشكلة توفير السكن لعدد متزايد من السكان. في عام 2006، وبعد تحقيق نمو قدره 4 آلاف مواطن في السنة الواحدة على مدار السنوات الـ16 السابقة، توقع مخططوا الأقاليم نمو تعداد سكان سياتل بمقدار 200 ألف شخص بحلول العام 2040. دعم العمدة السابق غريغ نيكيلس خططًا تؤدي إلى زيادة تعداد السكان بنسبة 60%، أو ما يعادل 350 ألف شخص، بحلول عام 2040، وعمل على إيجاد طرق لإيواء هذا العدد النامي بينما يحافظ في الآن ذاته على قوانين تقسيم نظام الإسكان المنفرد في سياتل. صوّت مجلس مدينة سياتل لاحقًا على إرخاء القيود المفروضة على ارتفاع الأبنية في القسم الأكبر من مركز المدينة (داون تاون)، ويهدف ذلك جزئيًا إلى زيادة الكثافة السكانية في مركز المدينة. وفي إشارة إلى نمو مركز المدينة، تزايد عدد سكان مركز المدينة بما يزيد عن 60 ألف فرد في عام 2009، ما يعادل زيادة قدرها 77% منذ عام 1990.
تمتاز سياتل بالعدد المرتفع نسبيًا للأفراد البالغين الذين يعيشون وحدهم. وفقًا لإحصاء من عام 2000، تربعت سياتل على المرتبة الخامسة من ناحية الأسر المؤلفة من فرد واحد من بين المدن الأمريكية التي يزيد عدد سكانها عن 100 ألف نسمة، فكانت نسبة البالغين الذين يعيشون وحدهم 40.8%.
تمتاز سياتل بمجتمع الميم الكبير بشكل خاص. وفقًا لدراسة أجرتها جامعة كاليفورنيا (لوس أنجلوس) عام 2006، أجاب ما نسبته 12.9% من سكان المدينة الذين شملهم الاستطلاع بأنهم مثليو الجنس أو مزدوجو التوجه الجنسي. تلك النسبة هي ثاني أعلى نسبة في أي مدينة كبرى ضمن الولايات المتحدة بعد مدينة سان فرانسيسكو. صُنفت سياتل الكبرى أيضًا في المرتبة الثانية من بين المناطق العاصمية الكبرى في الولايات المتحدة التي يعرّف ما نسبته 6.5% من سكانها عن أنفسهم بأنهم مثليو الجنس أو مزدوجو التوجه الجنسي. وفقًا لتقديرات من عام 2012 أجراها مكتب تعداد الولايات المتحدة، تملك سياتل أعلى نسبة من الأسر المؤلفة من شريكين مثليي الجنس في الولايات المتحدة، وبلغت نسبة تلك الأسر 2.6%، فتجاوزت سياتل مدينة سان فرانسيسكو التي بلغت فيها النسبة 2.5%. كان حي كابيتول هيل تاريخيًا مركز ثقافة مجتمع الميم في سياتل.

## معرض صور

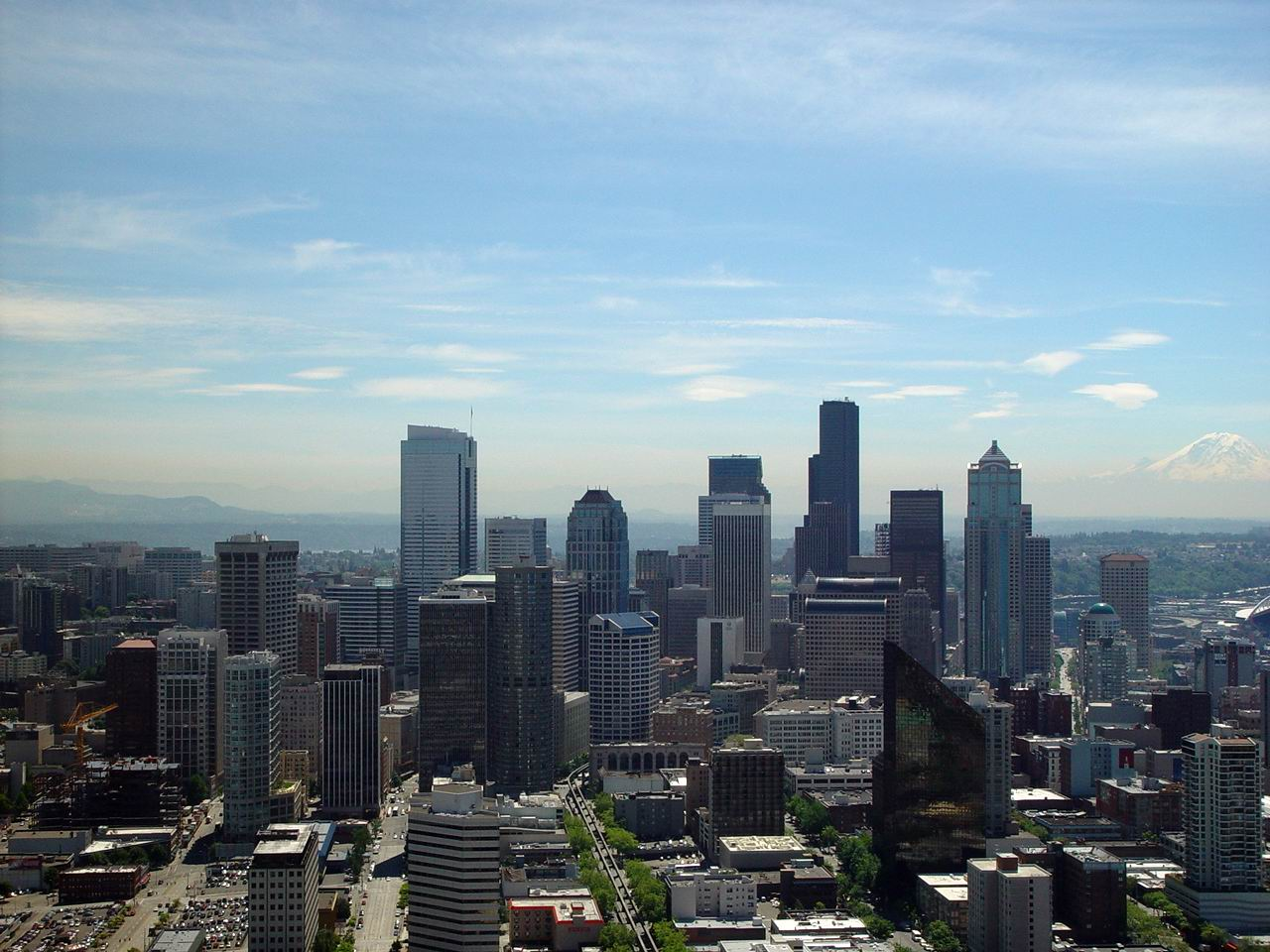
وسط المدينة
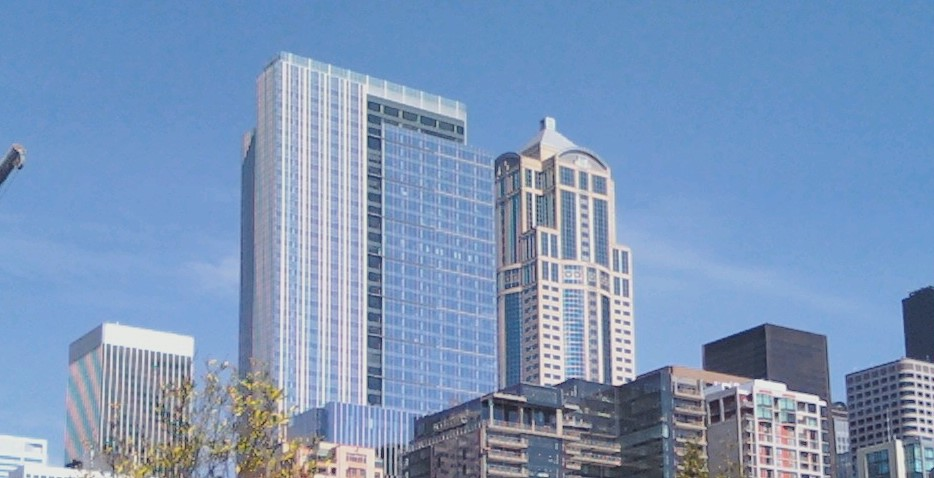
ناطحة سحاب كانت في السابق مقرًا لشركة واشنطن ميوتشوال
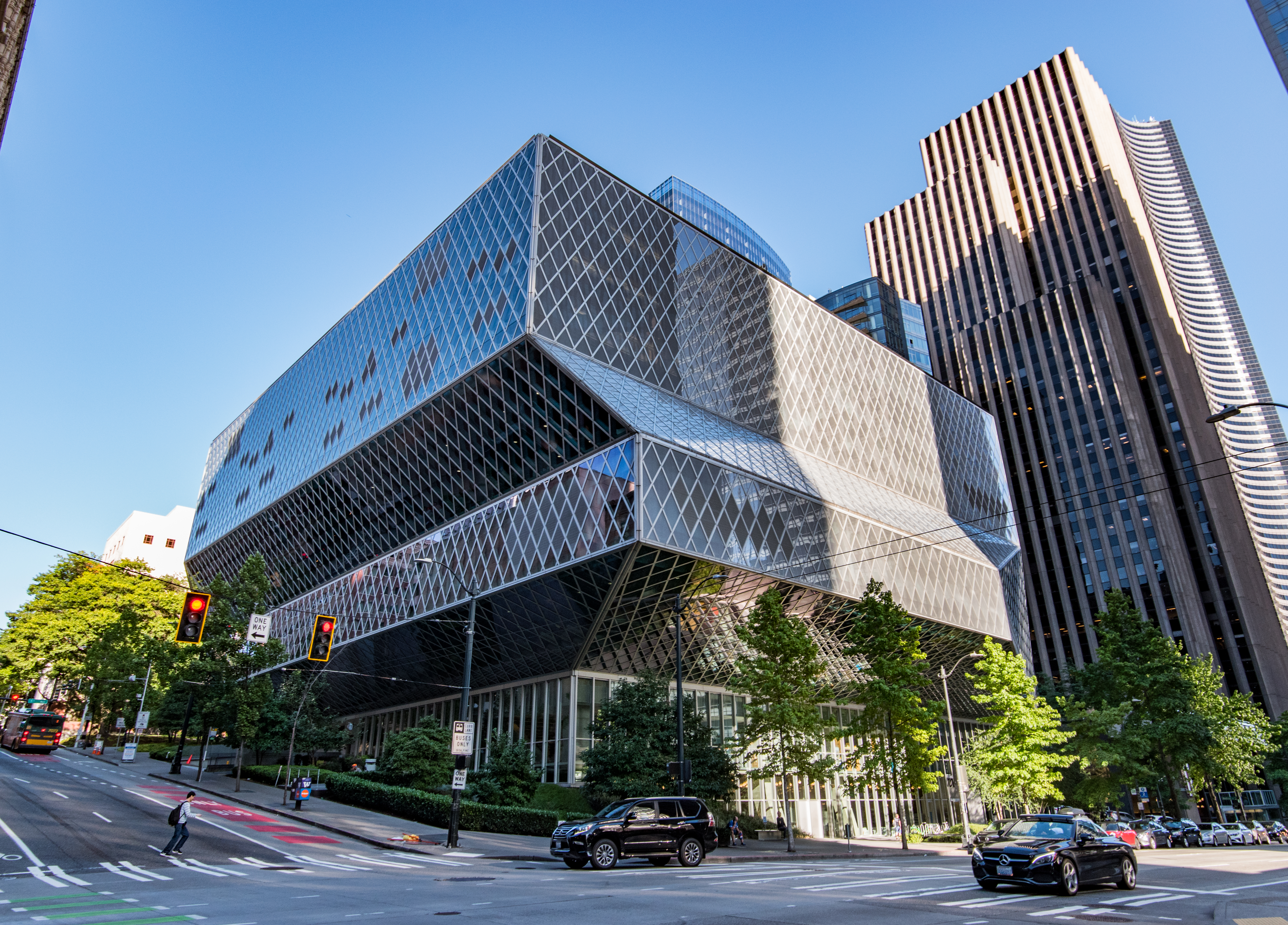
مكتبة سياتل المركزية
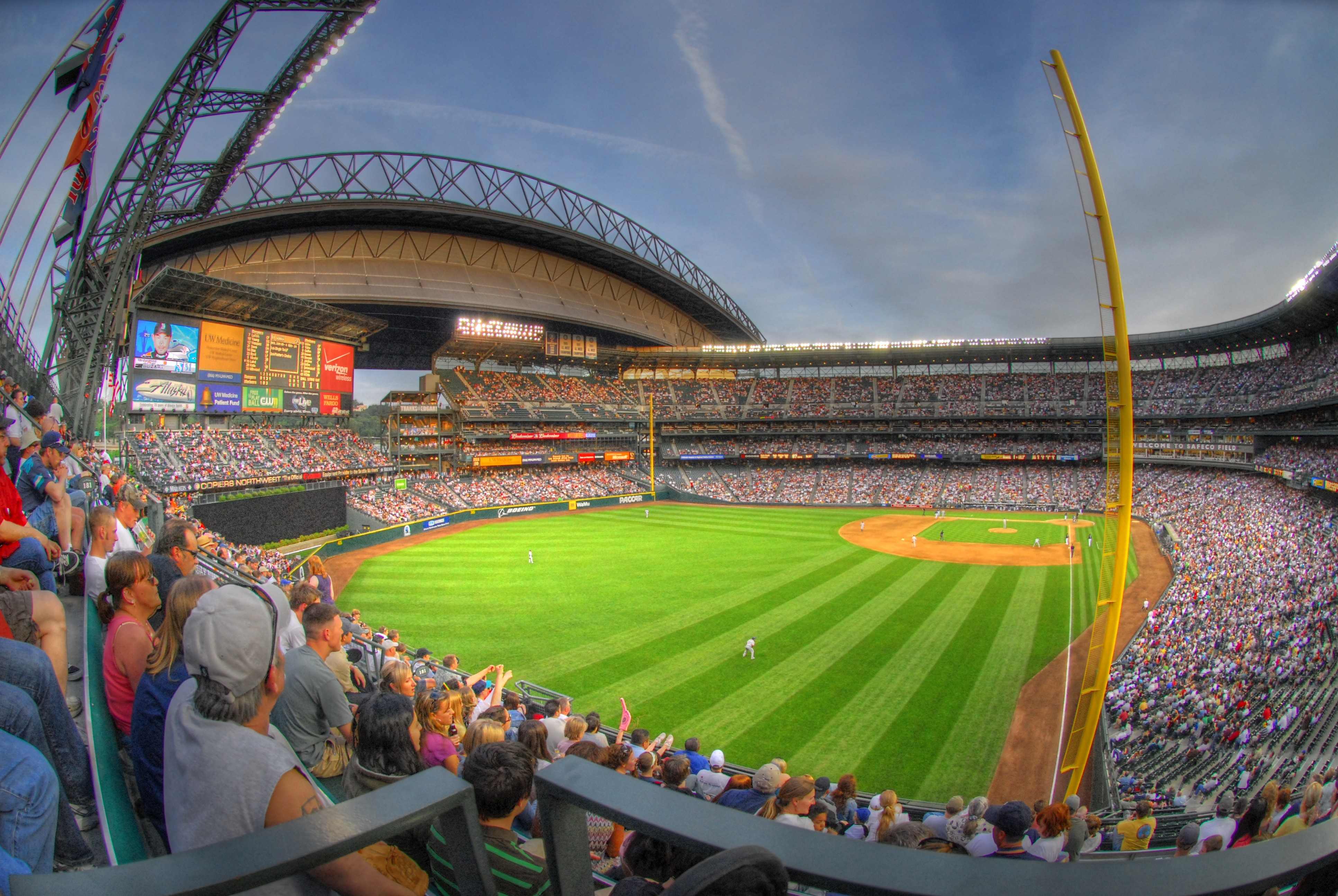
ملعب حديقة تي موبايل
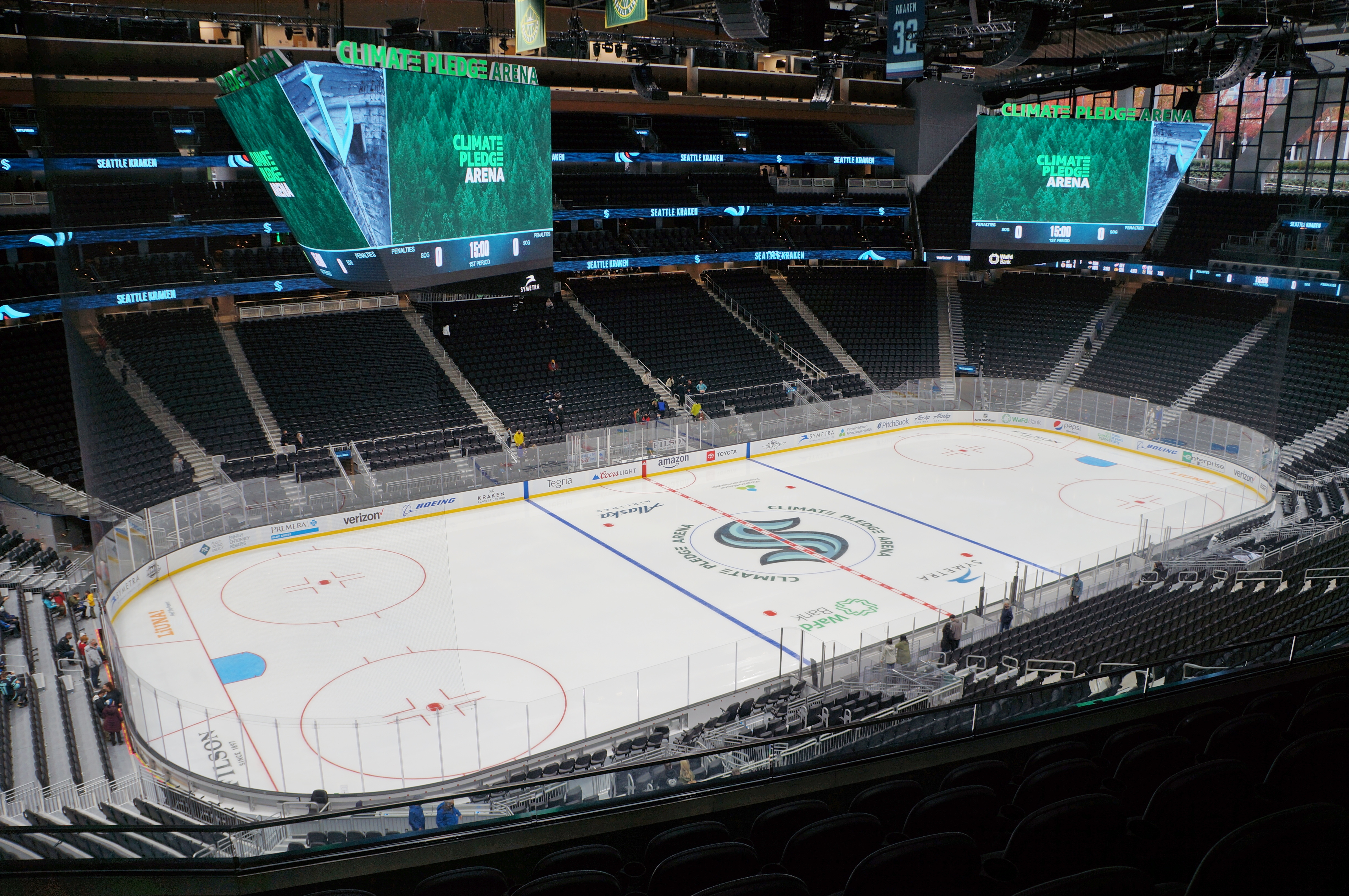
كلايمت بليدج أرينا
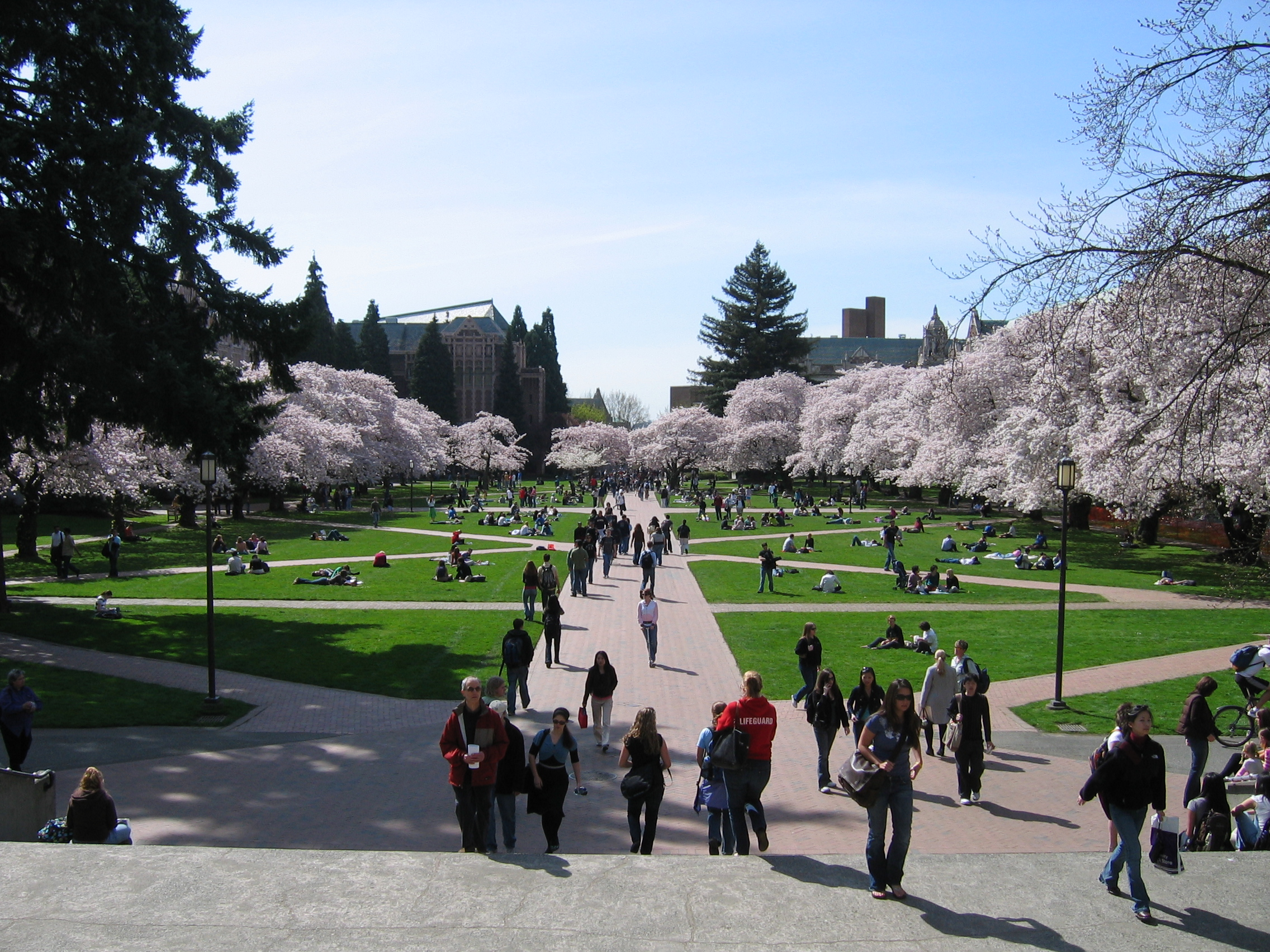
من داخل جامعة واشنطن
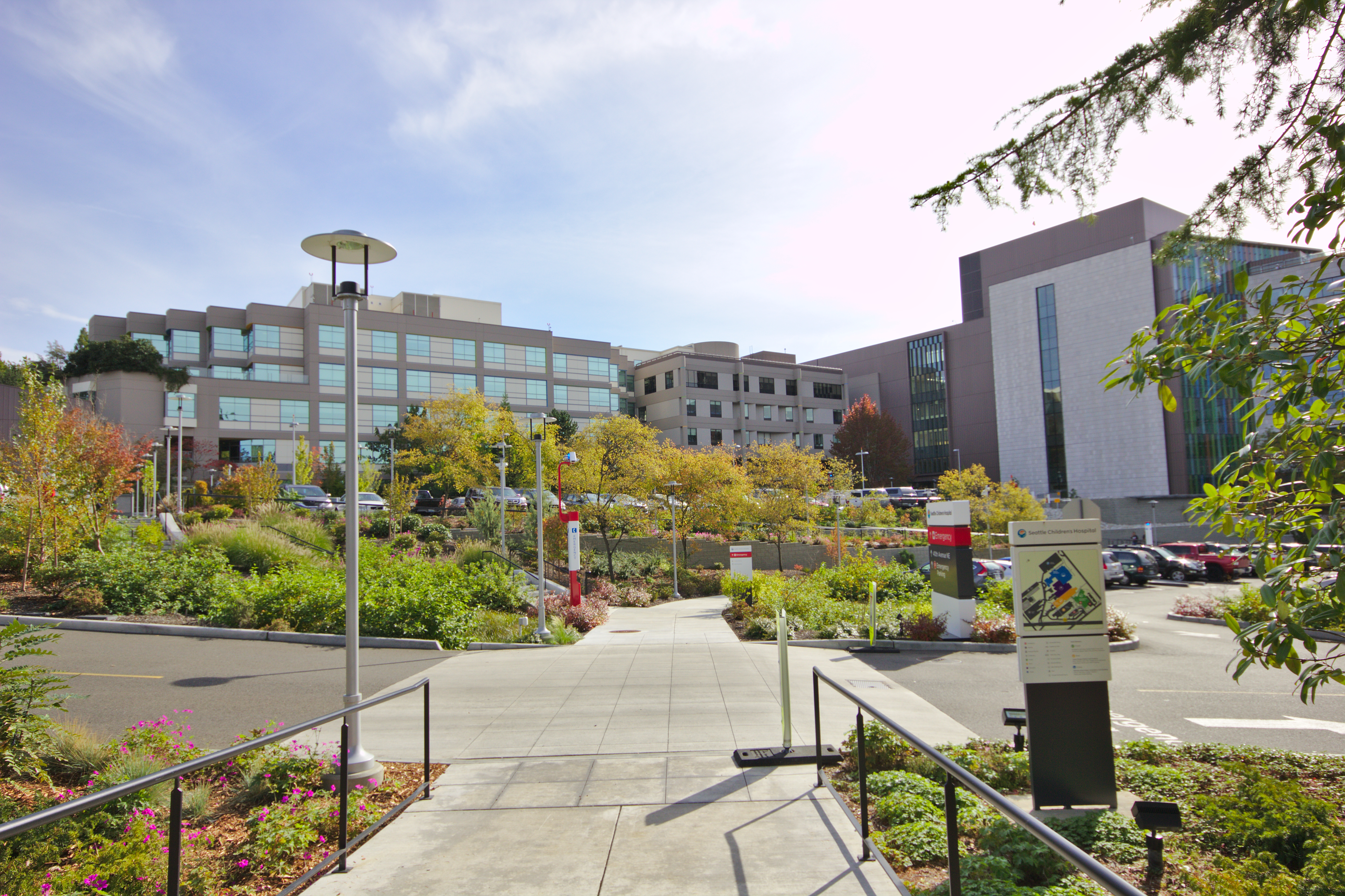
مستشفى سياتل للأطفال
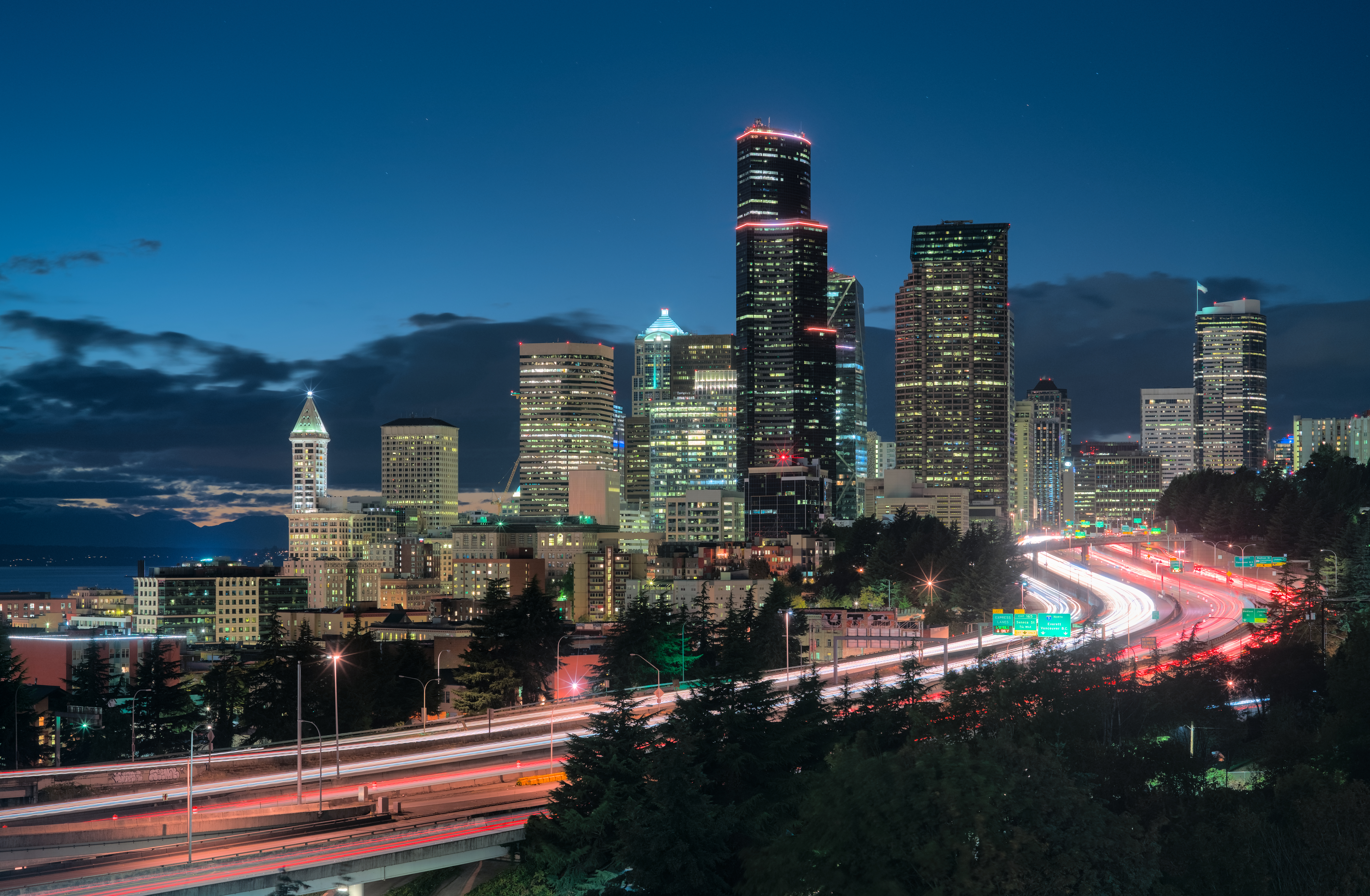
شارع I-5
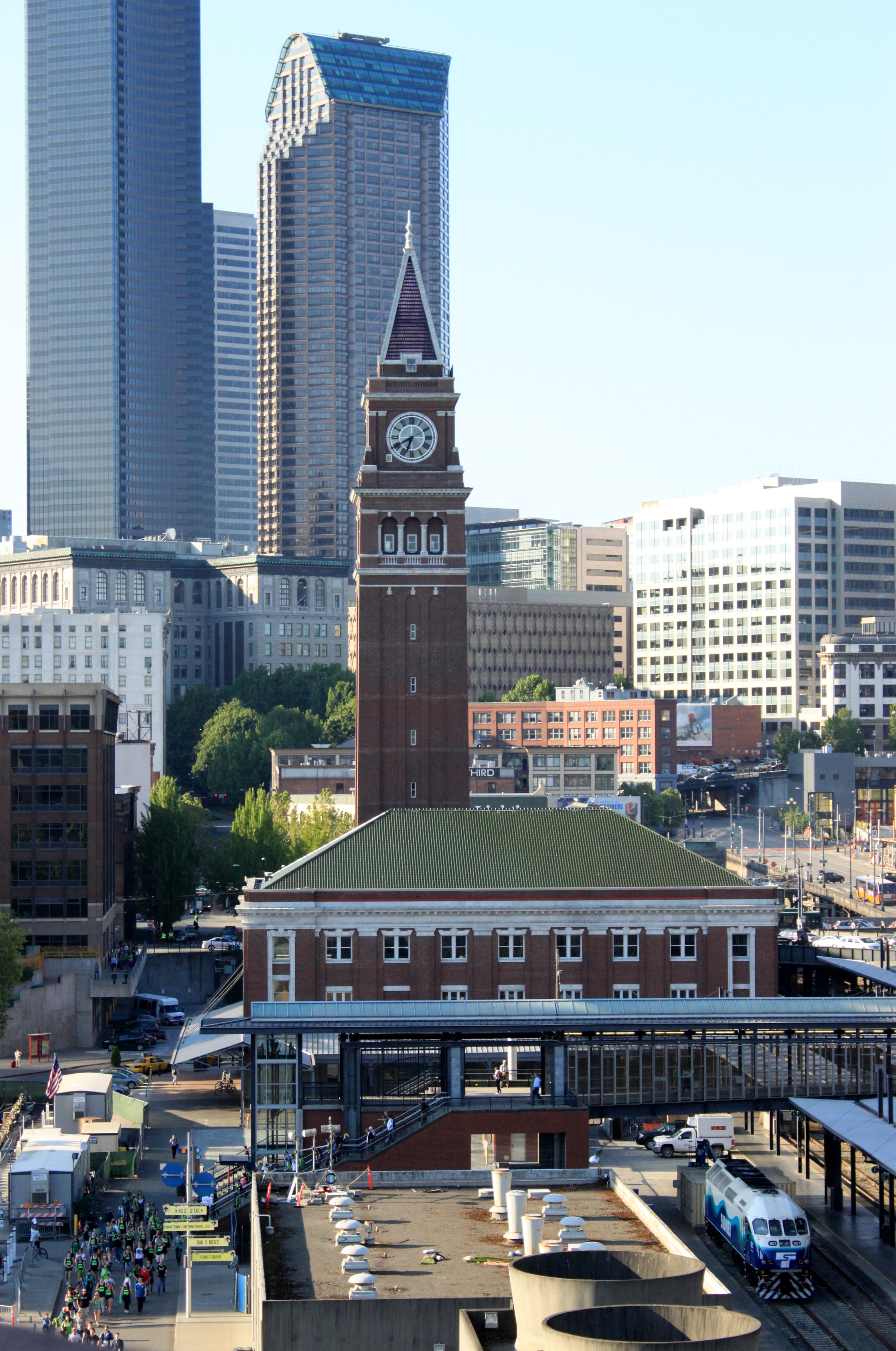
محطة قطار شارع كينج
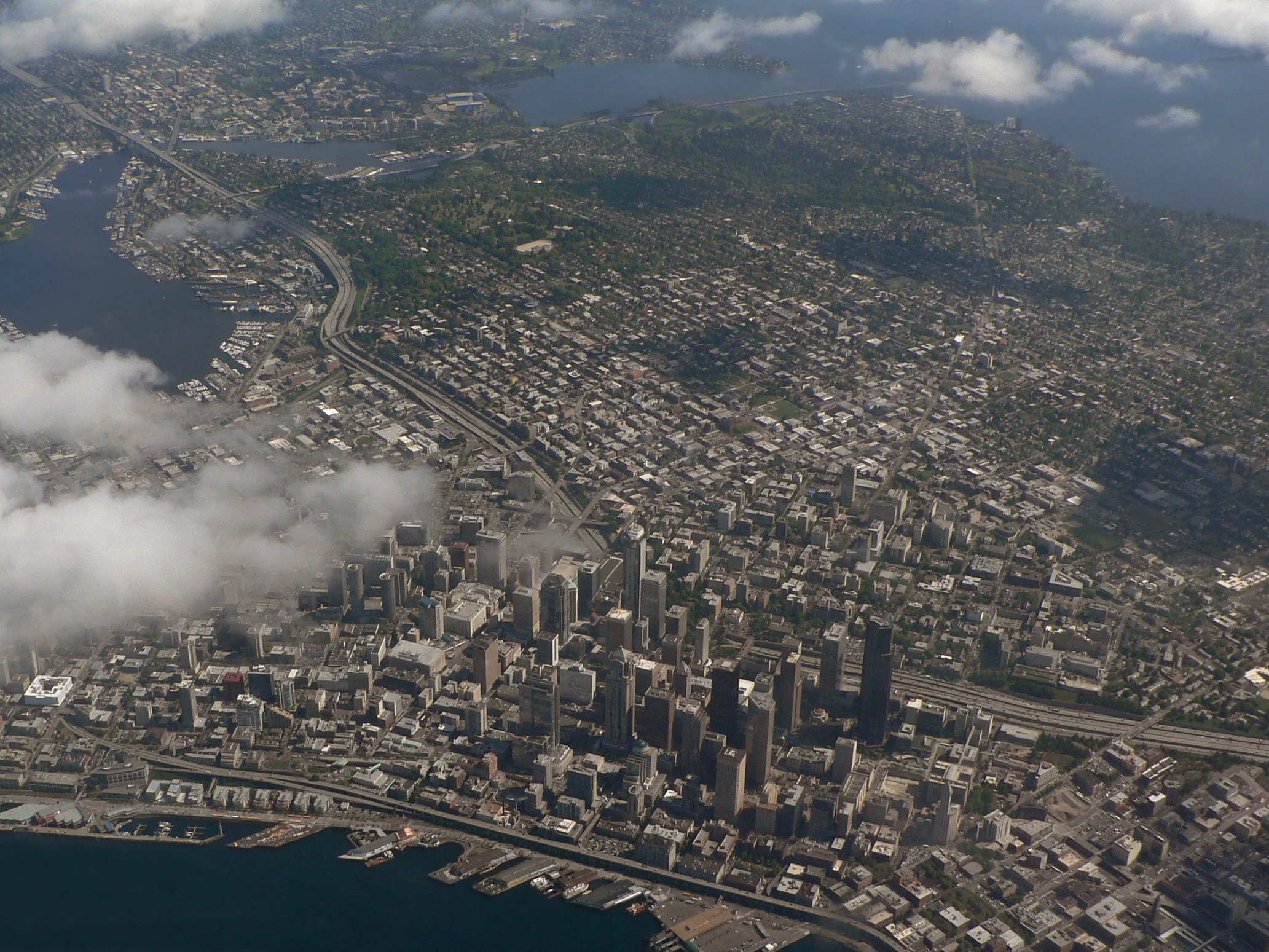
وسط المدينة وخليج إليوت من الأعلى
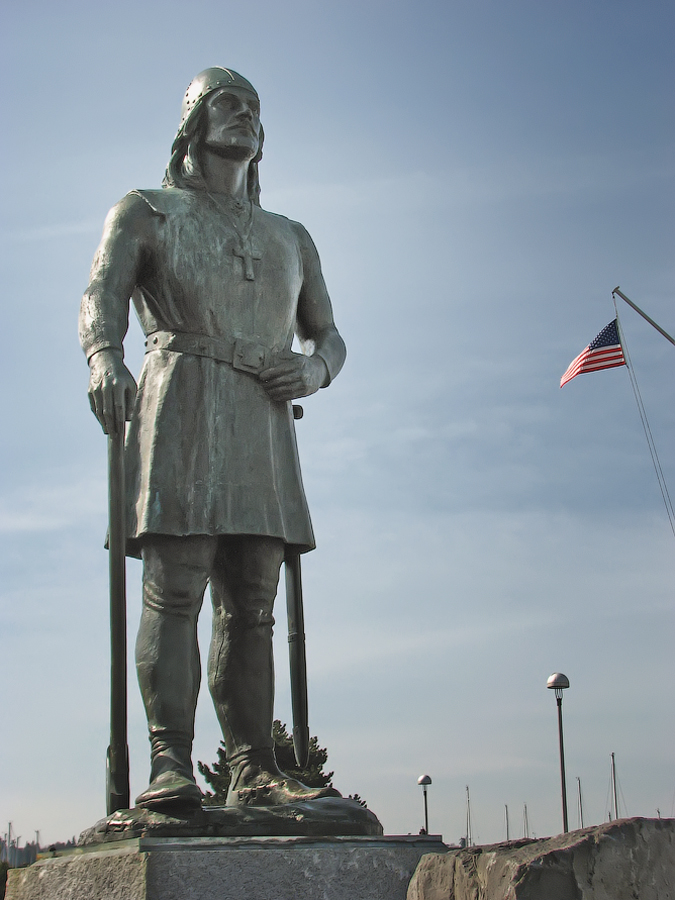
تمثال ليف إريسكون
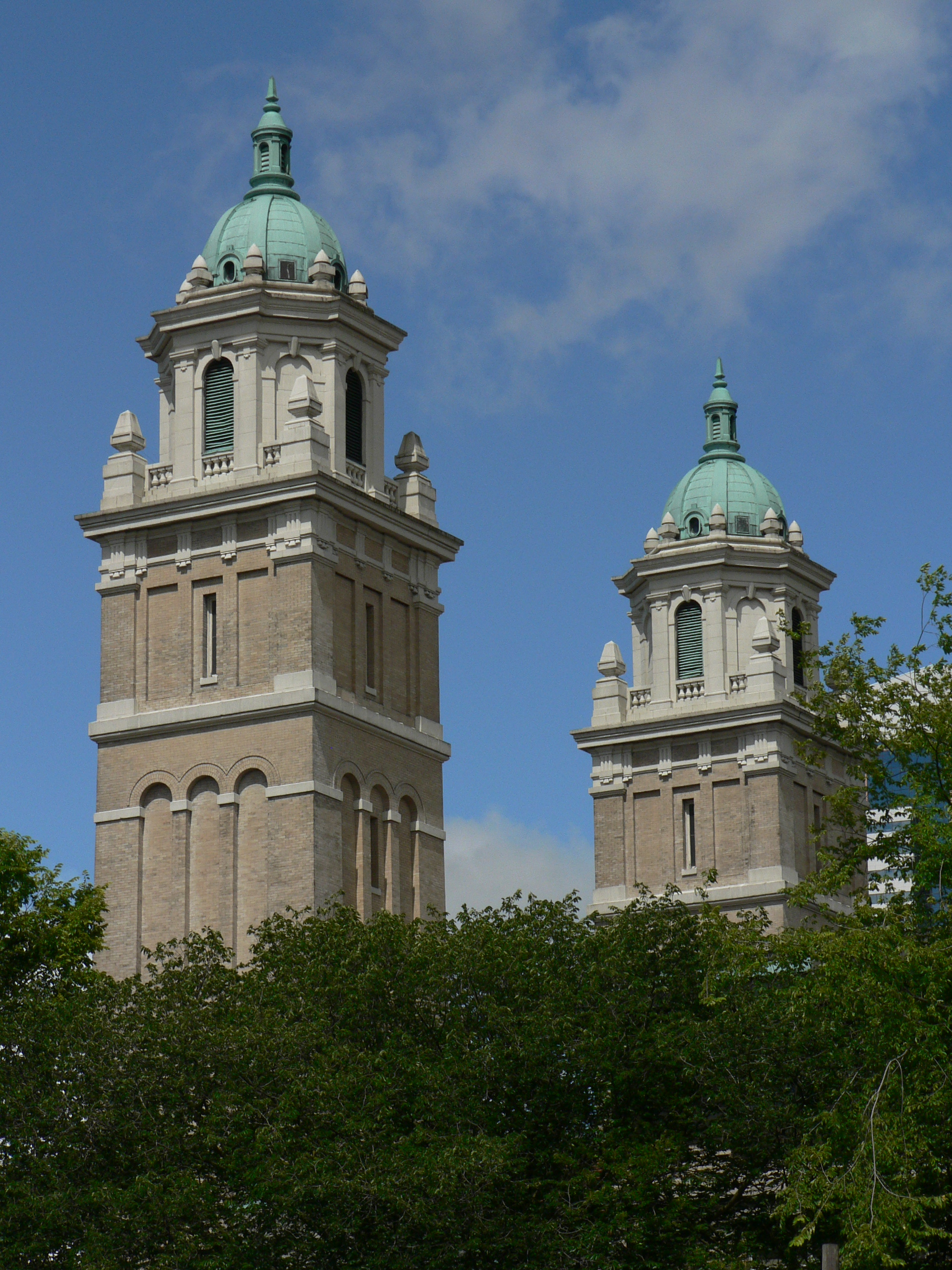
كاتدرائية سانت جيمس
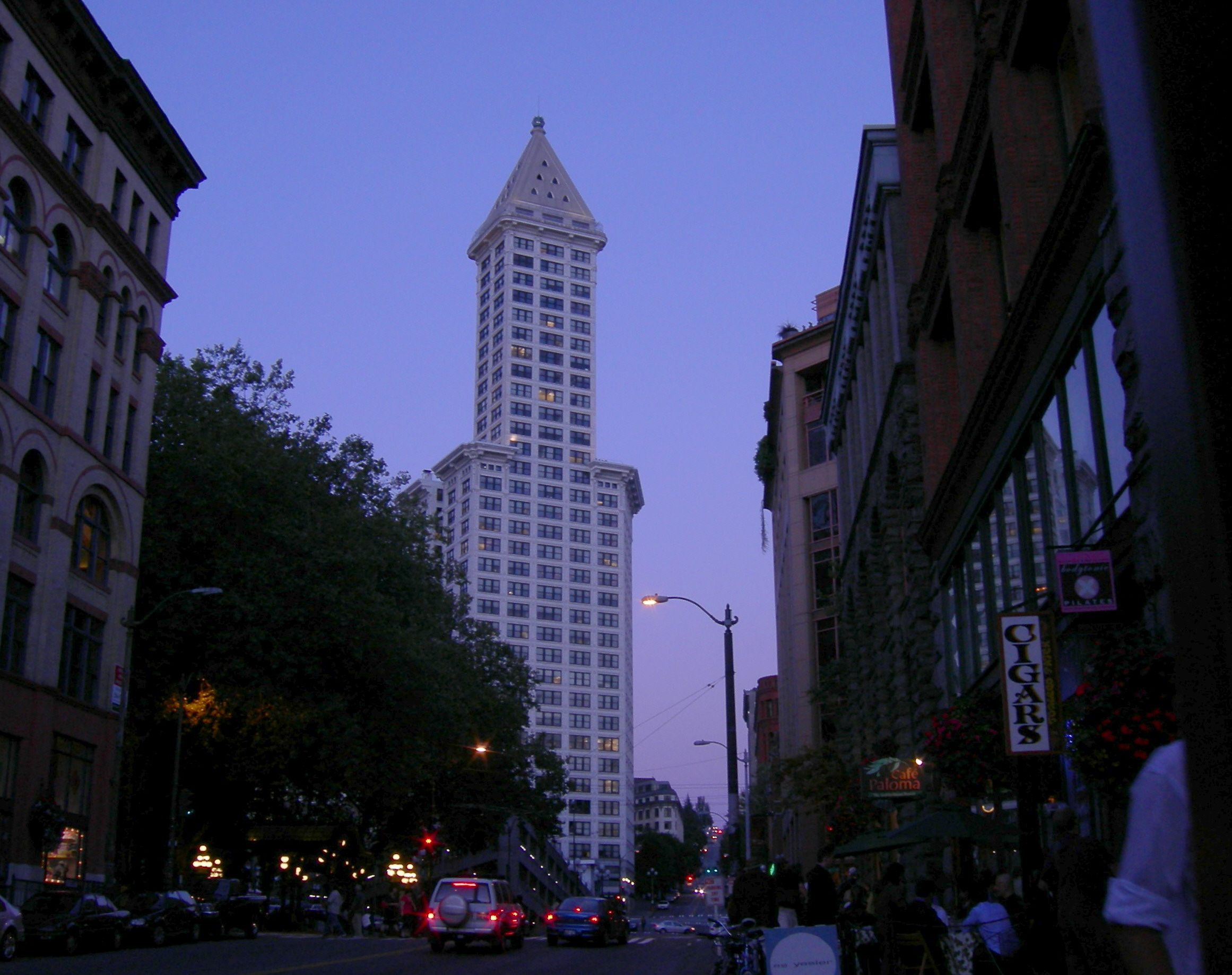
برج سميث
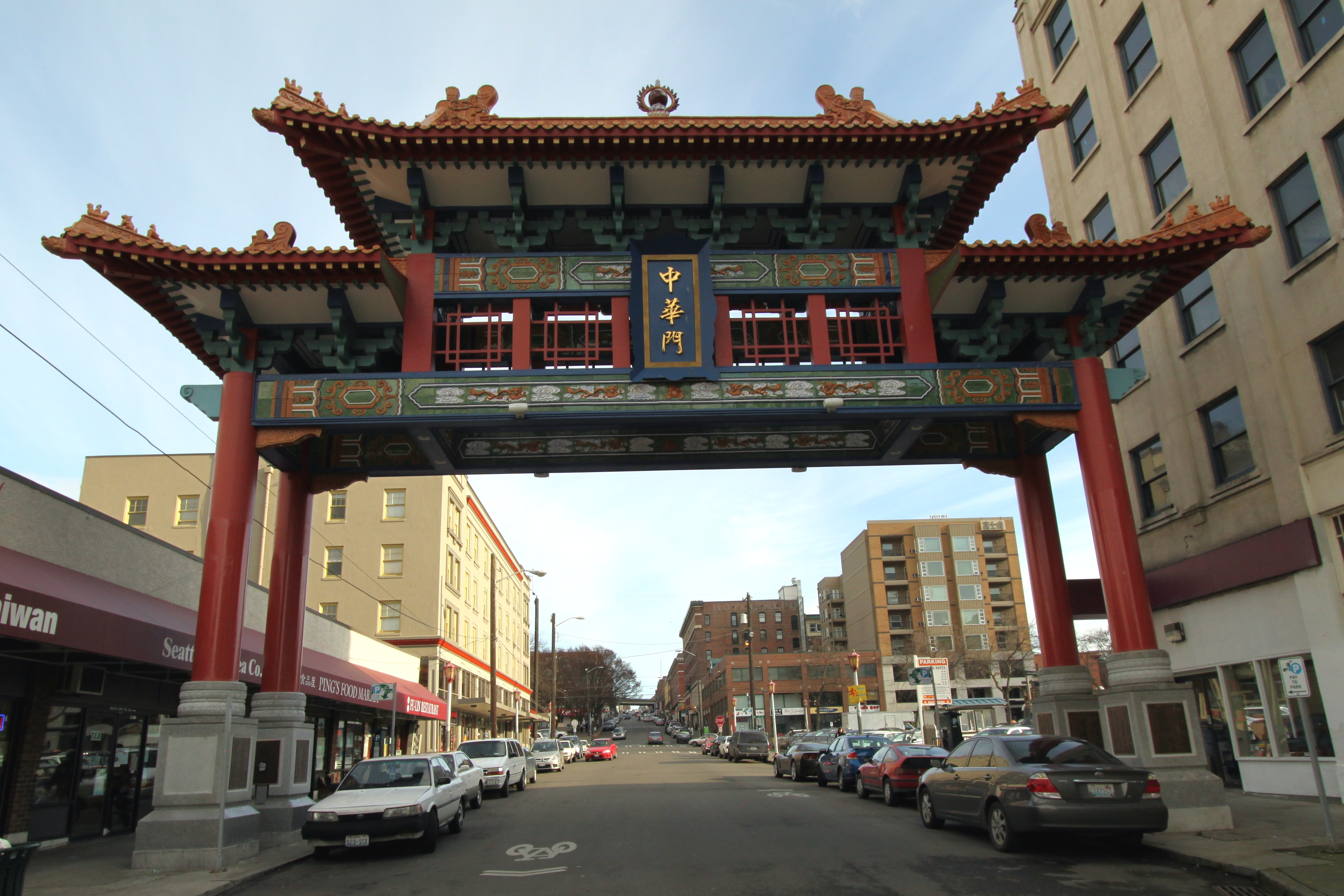
بوابة الحي الصيني
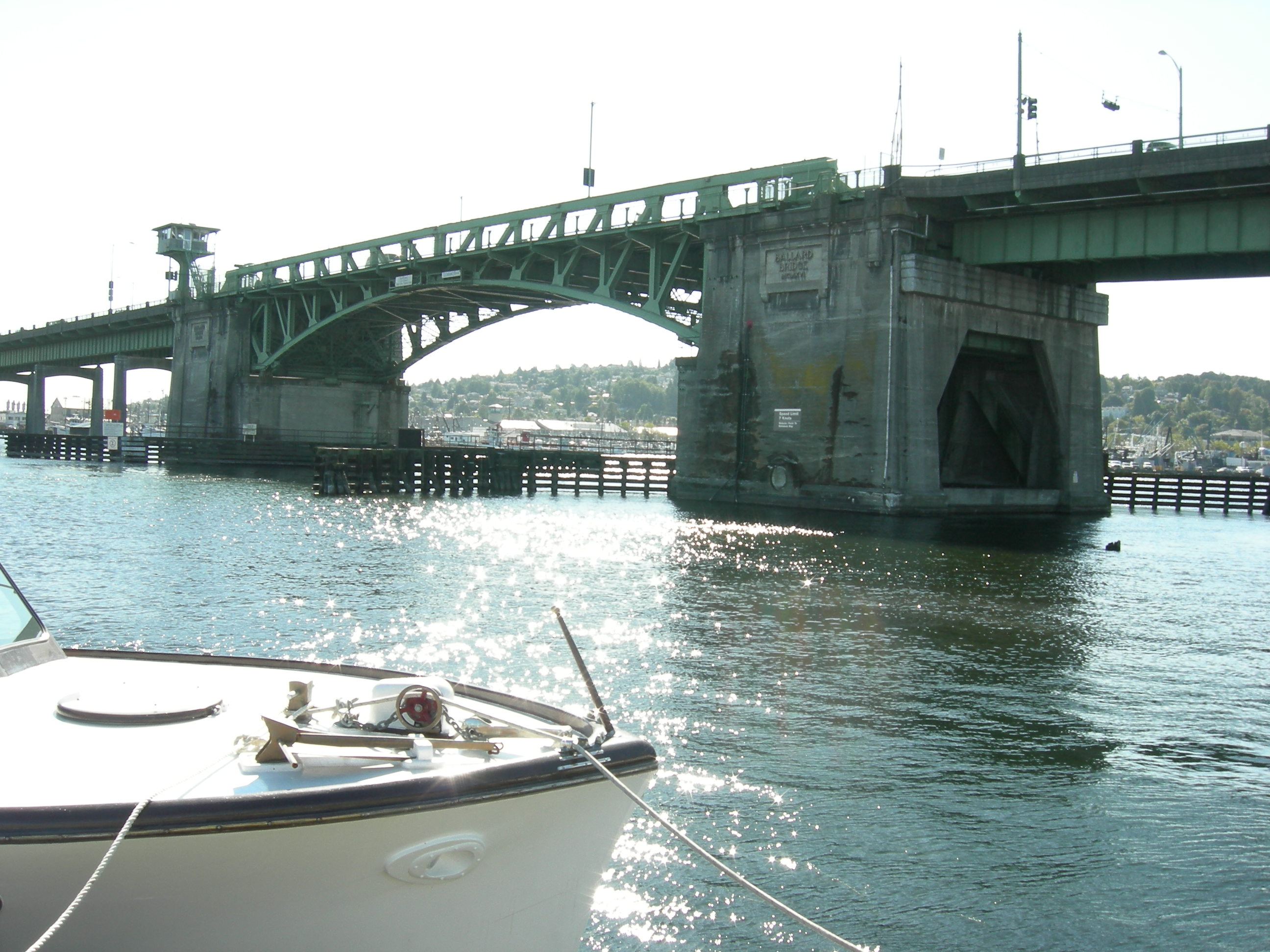
جسر بولارد
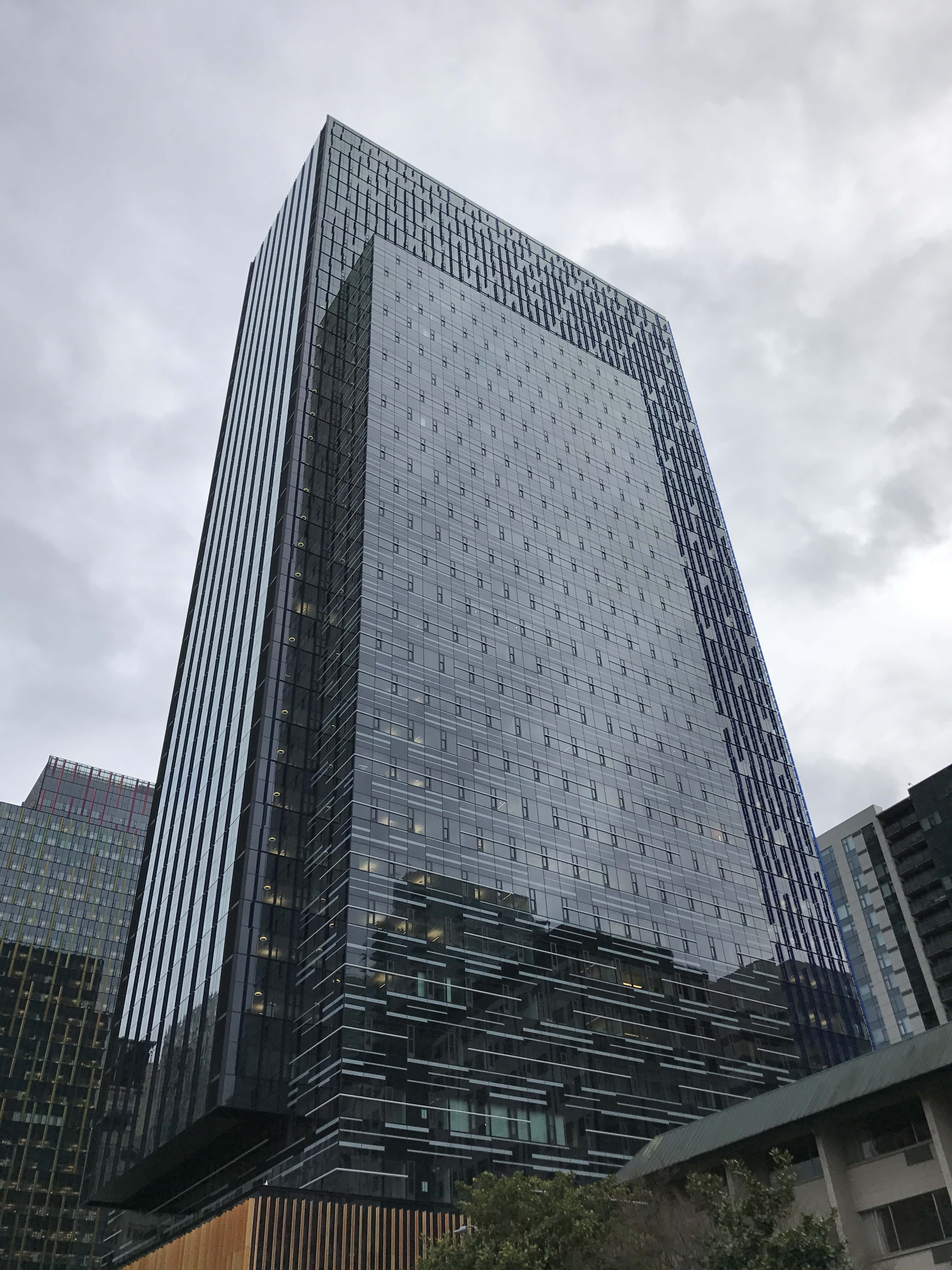
مقر شركة أمازون
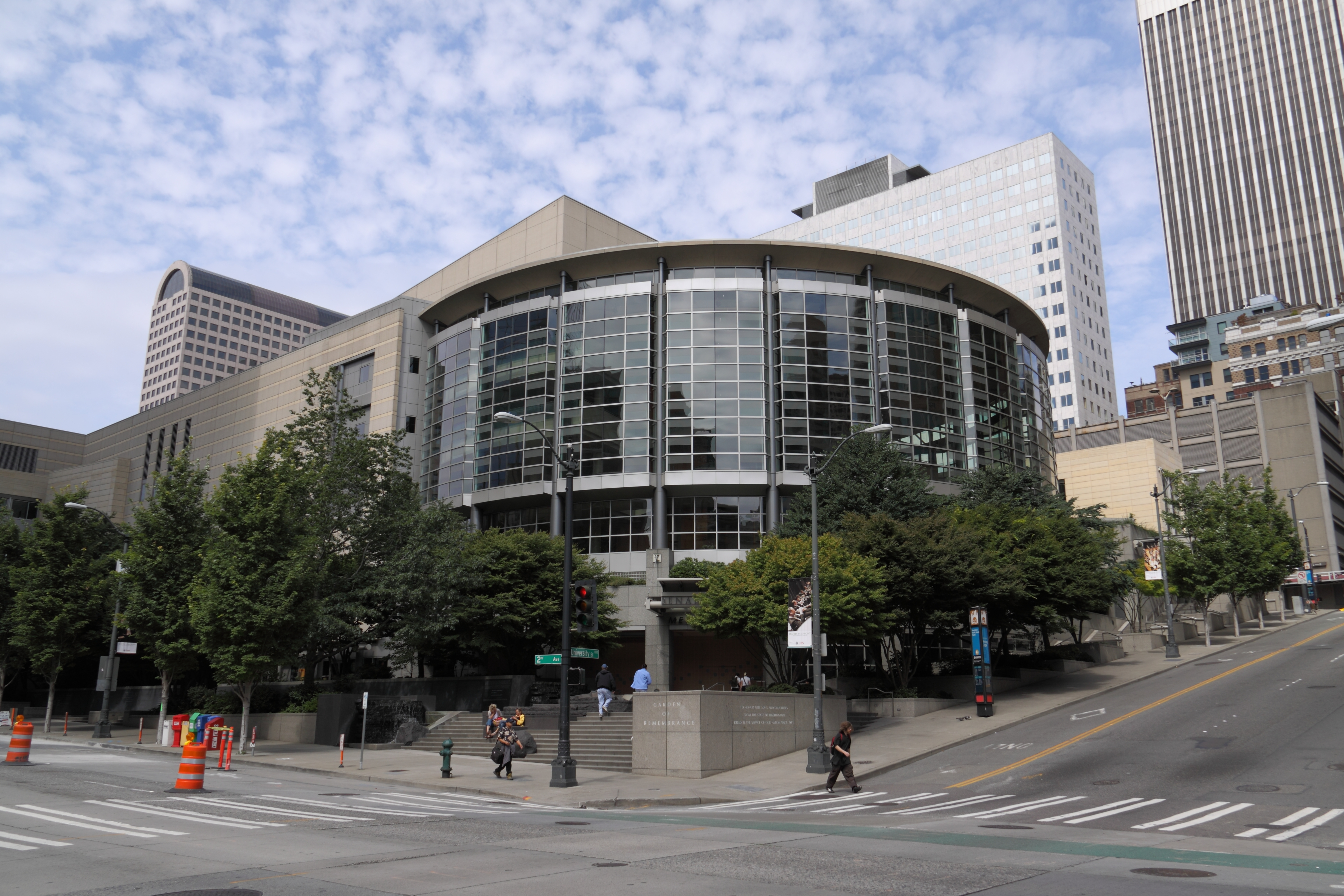
قاعة بينارويا، مقر أوركسترا "سيمفونية سياتل"
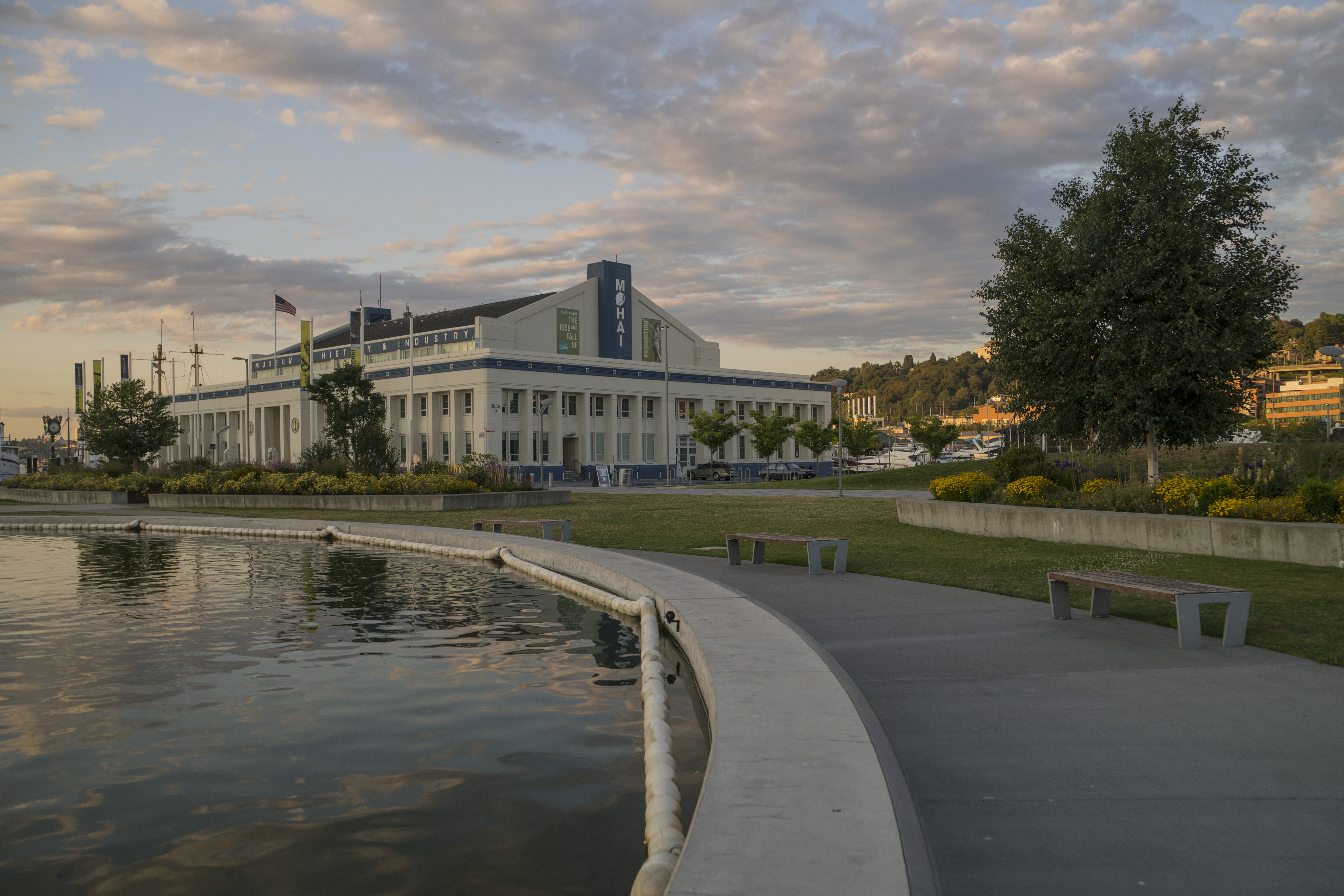
حديقة لايك يونيون

## مقالات ذات صلة
- مكتبة سياتل المركزية